# اتیوپی
اِتیوپی (به امهری: ኢትዮጵያ) با نام رسمی جمهوری دموکراتیک فدرال اتیوپی، کشوری محصور در خشکی واقع در شاخ آفریقا است. این کشور با ۱۱۷ میلیون نفر جمعیت دوازدهمین کشور پرجمعیت دنیا و دومین کشور پرجمعیت قاره آفریقا است و همچنین با وسعت ۱٬۱۰۴٬۳۰۰ کیلومتر مربع، دهمین کشور بزرگ قاره آفریقا است. پایتخت و بزرگ‌ترین شهر آن آدیس آبابا است. ۸۳٪ جمعیت اتیوپی معادل بیش از ۹۵ میلیون نفر ساکن روستا هستند و از این لحاظ یکی از اولین‌هاست.
اتیوپی از شمال با اریتره، از غرب با سودان و سودان جنوبی، از شرق، جنوب خاوری و جنوب با سومالی و از شمال شرق با جیبوتی و از جنوب با کنیا همسایه است. اتیوپی از قدیمی‌ترین کشورهای مستقل آفریقا و یکی از کهن‌ترین کشورهای جهان است. این کشور پس از ارمنستان دومین کشوری بود که مسیحیت را دین رسمی خود اعلام کرد. در سال ۳۴۱ میلادی، دین مسیحیت در این کشور، دین رسمی اعلام شد.
همچنین این کشور برای مدت‌های مدید محل تلاقی تمدن‌های شمال آفریقا، خاورمیانه و باقی مناطق آفریقا بوده‌است. به عنوان یک خصوصیت شاخص در میان ملت‌های آفریقائی، اتیوپی هرگز مستعمره کشورهای دیگر نبوده و همیشه استقلال خود را در درگیری‌های سطح آفریقا حفظ نموده‌است.
از زمان‌های قدیم، اتیوپی عضو سازمان‌های بین‌المللی بوده‌است. اتیوپی در سال ۱۹۴۲ با امضای منشور ملل متحد به عضویت سازمان ملل متحد درآمد. همچنین پس از تأسیس مرکز سازمان ملل در قاره آفریقا، اتیوپی به عنوان پنجاه و یکمین عضو اصلی سازمان ملل متحد پذیرفته شد. از سوی دیگر مرکز مدیریت و یکی از بنیان‌گذاران اصلی سازمان اتحاد آفریقا با نام کنونی اتحادیه آفریقا است. در سال ۱۹۷۴، یک حکومت نظامی تحت حمایت شوروی، پس از کودتا و خلع پادشاه، قدرت را به دست گرفت و نزدیک به ۱۷ سال بر کشور حکومت کرد. با شکل‌گیری بحران‌های بسیار، در سال ۱۹۹۱، جبهه دموکراتیک انقلابی خلق اتیوپی (EPRDF) توانست دولت وقت را حذف کند و با قانون اساسی جدید و فدرالیسم مبتنی بر قومیت بر کشور مسلط شد. از آن زمان، اتیوپی از درگیری‌ها و جنگ‌های داخلی طولانی و حل نشده بین اقوام، انتقال جمعیت، مهاجرت‌های اجباری داخلی، پاکسازی قومی و بی‌ثباتی سیاسی فزاینده که با کاهش دموکراسی مشخص شده‌است، رنج می‌برد. از سال ۲۰۱۸، گروه‌های منطقه‌ای و قومیتی حملات مسلحانه را در جنگ‌های داخلی بسیاری در سراسر اتیوپی انجام می‌دهند.
در سدهٔ یکم میلادی، امپراتوری اکسوم توانست منطقه را یکپارچه کند و این پادشاهی به عنوان نیای اتیوپی سده‌های میانه و اتیوپی امروزی شناخته می‌شود. مانی، پیامبر ایرانی، آکسوم را همراه با ایران، رم و چین به عنوان یکی از چهار قدرت بزرگ زمان خود برشمرده است.
در سال ۱۹۳۶ میلادی، ایتالیا اتیوپی را اشغال کرد و در سال ۱۹۴۱ پس از شکست در جنگ جهانی دوم اتیوپی و سایر کشورهای آفریقای شرقی را تخلیه کرد.
این کشور، تاریخ بسیار کهن با سابقهٔ هزاران ساله دارد؛ و از سرزمین‌های مهم تاریخی بوده‌است. یونانیان از همان زمان باستان آن را اتیوپی می‌نامیدند و در نزد مسلمانان، حبشه نام داشت. نام اتیوپی از واژهٔ یونانی Αἰθίοψ (آیثیوپس) به معنای «چهره‌سوخته» گرفته شده‌است.

## جغرافیا
با وسعتی برابر ۴۲۶٬۴۰۰ مایل مربع (۱٬۱۰۴٬۳۰۰ کیلومتر مربع), اتیوپی بیست و هفتمین کشور بزرگ دنیا (بعد از کلمبیا) محسوب می‌گردد. این کشور در بزرگی با بولیوی قابل مقایسه بوده و دو سوم وسعت ایالت آلاسکای ایالات متحده است.
بخش اصلی اتیوپی در منطقه شاخ آفریقا که وسیعترین منطقه شرقی قاره آفریقا بحساب می‌آید، واقع شده است. مرزهای اتیوپی از غرب به سودان، از شمال به جیبوتی و اریتره، از شرق به سومالی و از جنوب به کنیا ختم می‌شوند. در داخل اتیوپی مجموعه‌ای از کوهستان و فلات‌های پست وجود دارند که با دره بزرگ ریفت از هم تفکیک شده‌اند. به‌طور کلی مسیر این دره از جنوب غرب به شمال شرق کشیده شده که زمین‌های پست بنام استپها یا زمین‌های نیمه صحرائی، آن را پوشانده‌است. گوناگونی بسیار زیاد انواع زمین در این کشور باعث وجود انواع آب و هوا، خاک، سرسبزی طبیعی و ترکیبات جمعیتی گردیده‌است.

### آب‌وهوا
ارتفاع سطح و نحوه قرار گرفتن جغرافیائی باعث به وجود آمدن سه ناحیه آب و هوائی شده‌است: منطقه سرد در ارتفاع بالای ۲۴۰۰ متر (۷۹۰۰ فوت) قرار داشته و دامنه درجه دما از حدود نقطه انجماد تا ۱۶ درجه سانتی‌گراد (۳۲ درجه -؛ ۶۱ درجه فارنهایت) در نوسان است. منطقه دمایی در ارتفاع ۱۵۰۰ تا ۲۴۰۰ متری (۴۹۰۰ – ۷۹۰۰ فوت) دارای دامنه درجه دما از ۱۶ تا ۳۰ درجه سانتیگراد (۶۱ درجه -؛ ۸۶ درجه فارنهایت)؛ است؛ و منطقه گرم در ارتفاع زیر ۱۵۰۰ متر (۴۹۰۰ فوت) قرار داشته که آب و هوای آن به صورت حاره‌ای و خشک و درجه حرارت آن در طول روز از ۲۷ تا ۵۰ درجه سانتیگراد (۸۱ درجه -؛ ۱۲۲ درجه فارنهایت) است. فصل معمول بارندگی از نیمه ماه ژوئن تا اواسط ماه سپتامبر (در مناطق جنوبی طولانی‌تر است) است که به دنباله بارش‌های متناوب فوریه تا مارس می‌آید؛ مابقی ماه‌های سال خشک هستند.
اتیوپی از لحاظ بوم‌شناسی کشوری با آب و هوای متنوع است. دریاچه تانا در شمال سرچشمه نیل آبی است. این کشور همچنین دارای انواع حیوانات بومی بسیار است که از مهم‌ترین آن‌ها می‌توان از میمون گلادا، بز کوهی والیا و گرگ اتیوپیایی (یا روباه میمون‌نما) نام برد.

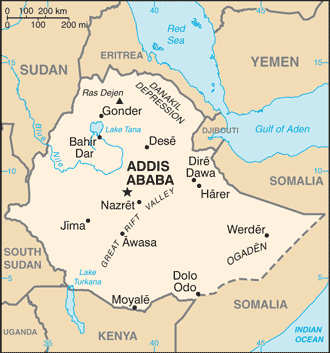
مرزها و شهرها
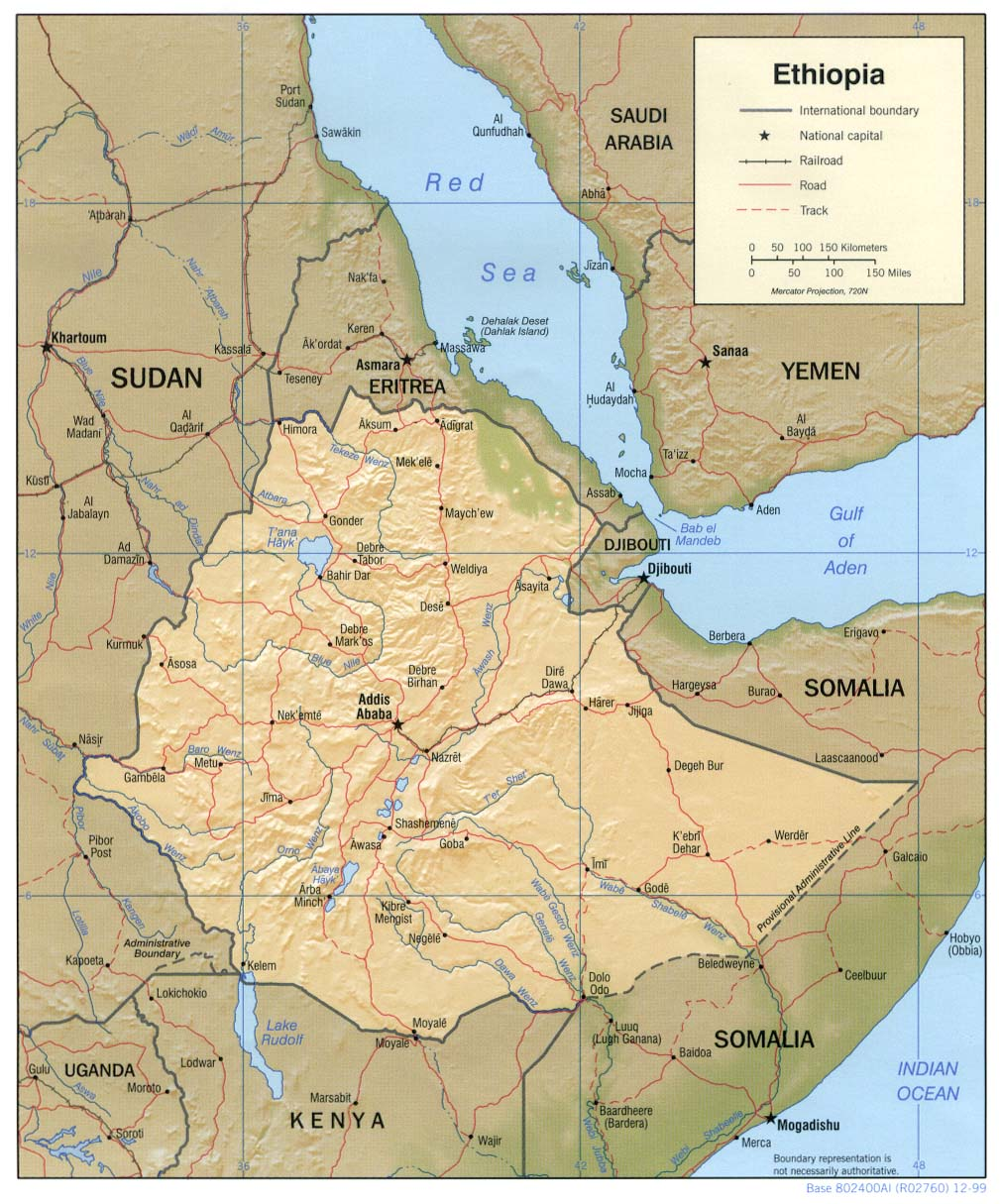
نقشه سیاسی
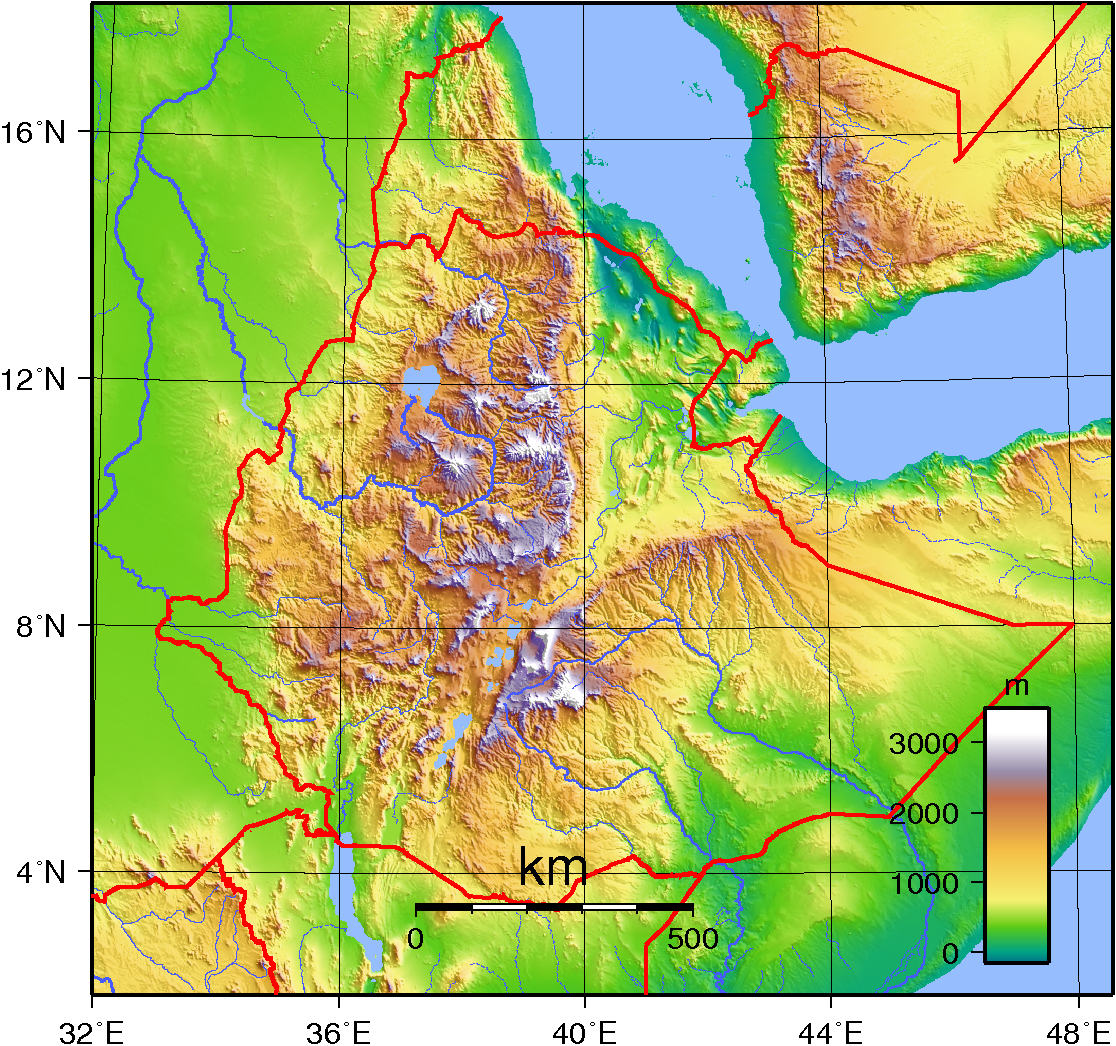
نقشه ناهمواری‌ها
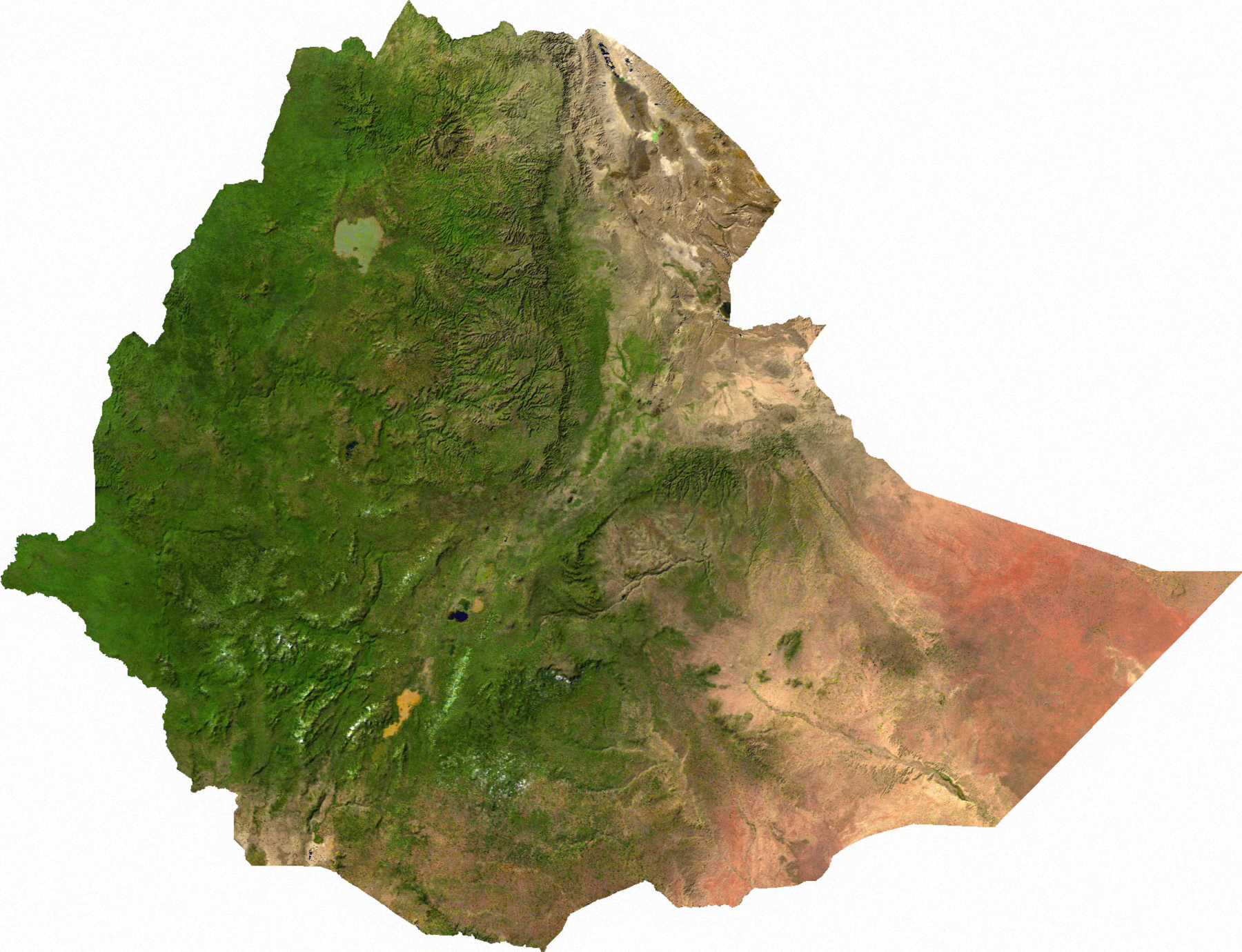
دید ماهواره‌ای
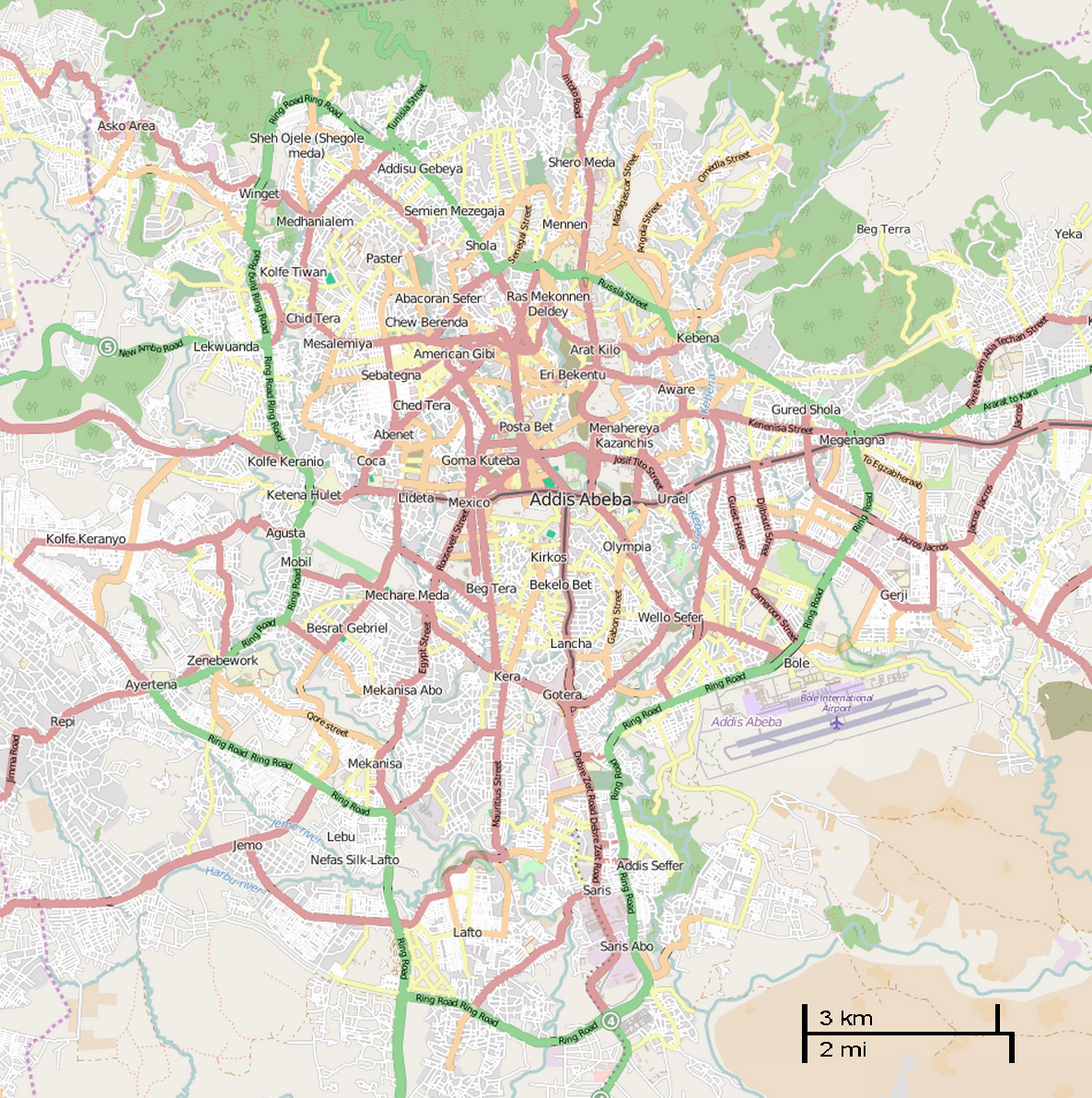
نقشه شهر آدیس آبابا

## تاریخچه

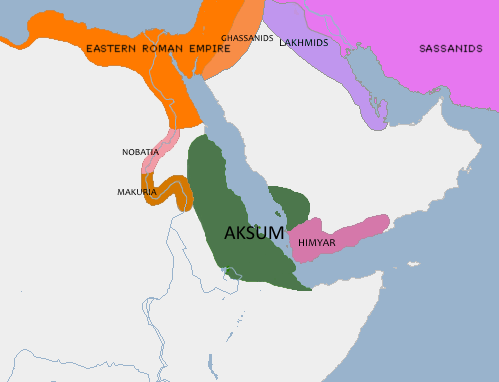
امپراتوری اکسوم در جنوب شاهنشاهی ساسانی و امپراتوری روم

سابقه سکونت انسان در اتیوپی به زمان‌های بسیار دور بر می‌گردد: قدمت استخوان‌های انواع انسان‌های اولیه که در اتیوپی کشف شده‌اند، مربوط به ۸٫۵ هزار سال قبل است.
قبل از میلاد مسیح، در اتیوپی (حبشه) خاندان مصریان و حمیریان حکومت می‌کردند. اتیوپی از لحاظ یافته‌های باستان‌شناسی و ابنیه تاریخی از تمام کشورهای آفریقای سیاه (شامل سودان) غنی‌تر است. در آوریل سال ۲۰۰۵، میل‌سنگ آکسام یکی از خزائن مذهبی و تاریخی اتیوپی توسط ایتالیا به این کشور برگردانده شد. با فرمان دیکتاتور بنیتو موسولینی سربازان ایتالیا میل‌سنگ را در سال ۱۹۳۷ ربوده و به رم منتقل نمودند. در سال ۱۹۴۷ و در طی یک موافقتنامه در سازمان ملل متحد، ایتالیا موافقت نمود که اوبلیکس را مرجوع نماید که بالاخره در همین اواخر یعنی سال ۲۰۰۵ برگردانده شد.
از سوی دیگر در حفاری‌های باستان‌شناسی، یافته‌های بسیار زیادی شامل قدیمی‌ترین فسیل کامل انسان کشف گردیده‌است، لوسی. در حال حاضر نیز حفاری‌ها ادامه دارد

سرزمین اتیوپی به همراه اریتره و نواحی جنوب شرقی دریای سرخ در سواحل سودان، تشکیل دهنده مناطقی هستند که به عنوان سرزمین مصر باستان و «پانت» (یا «تا نتجرو»، بمعنی سرزمین خدایان) شناخته می‌شوند. ریشه تاریخی این اقوام را قرن بیست و پنجم قبل از میلاد ذکر کرده‌اند. حدود قرن هجده قبل از میلاد، یک پادشاهی بنام Dʿmt در نواحی شمالی اتیوپی و اریتره شکل گرفت که پایتخت آن با نام یحا در اتیوپی شمالی ایجاد شد. اکثر مورخان معاصر این تمدن را اگرچه به دلیل تفوق دریای سرخ تحت نفوذ سبا بود، بومی می‌دانند، درحالی‌که دیگران D`mt را به عنوان نتیجه اختلاط صبائی‌های با «فرهنگ برتر» با مردم بومی می‌دانند؛ اقلیت کوچکی نیز این پادشاهی را کاملاً به عنوان امپراتوری صبائی دانسته و اهالی اتیوپی را نسل حاصل از اختلاط مهاجران باستانی صبا و مردم بومی آفریقا قلمداد می‌نمایند. به‌هرحال، شواهد باستان‌شناسی موجود حاکی از آنست که در یک مقطع زمانی یک منطقه با نام صبا در شمال اتیوپی و اریتره وجود داشته‌است؛ ولیکن اکثر تحصیل کردگان امروزی این کشور را با نام اتیوپی صبا می‌نامند زیرا این کشور ماهیتی مجزا از منطقه صبا در یمن دارد.

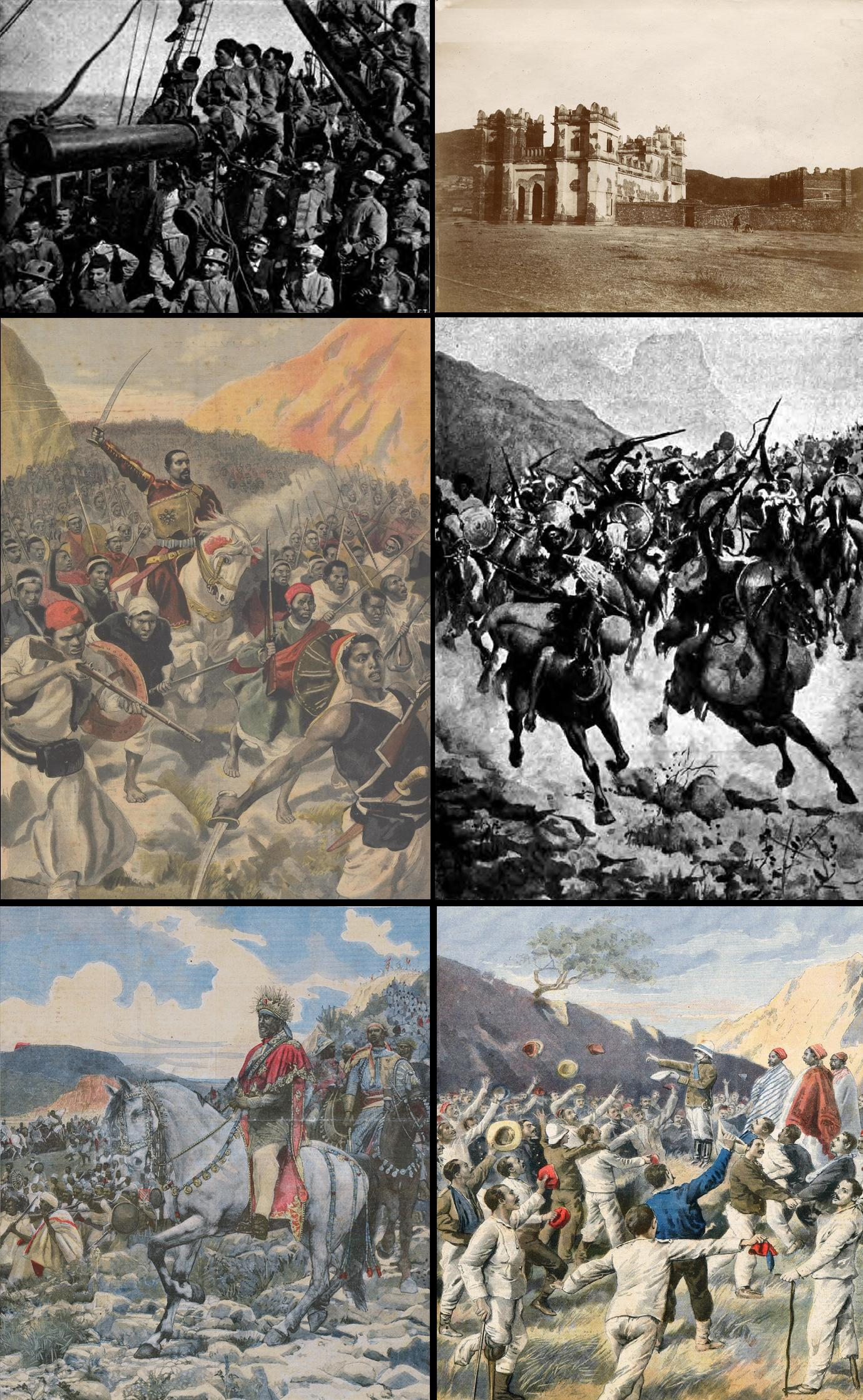
نخستین جنگ ایتالیا-اتیوپی موجب استقلال اتیوپی شد و تنها مرز با اریترهٔ تحت کنترل ایتالیا تعیین شد.

بعد از سرنگونی حکومت دمت در سده پنجم قبل از میلاد، این فلات تحت کنترل پادشاهی‌های کوچک‌تر که بعداً ظاهر گشتند، درآمد. این کنترل تا صعود یکی از این سلطنت‌ها بنام پادشاهی آکسام که نیای اتیوپی قرون وسطی و امروز بحساب می‌آمد، در قرن اول قبل از میلاد ادامه داشت. این پادشاهی توانست که کل منطقه را مجدداً متحد نماید. آن‌ها اقدام به ایجاد پایگاه هائی در بخش‌های کوهستانی شمالی فلات اتیوپی نموده و از آنجا سلطه خود را به سمت جنوب گسترش دادند. شخص مذهبی ایرانی بنام مانی نام اکسام را به همراه امپراتوری روم، پارسی و چین به عنوان چهار ابرقدرت زمان خود، مکتوب نموده‌است. اوایل قرن چهارم پس از میلاد بود که یک تبعیدی سوری- یونانی بنام فرومنتیوس را بدادگاه کشانیده و نهایتاً پادشاه ازانا به کیش مسیحیت درآمده و این دین به عنوان دین رسمی مملکت اعلام گردید. بخاطر این عمل او لقب ""ابا سلاما"" ("پدر صلح") گرفت. در ازمنه مختلف و از جمله یک دوره پنجاه ساله در قرن ششم، امپراتوری اکسام کنترل اکثر مناطق یمن امروزی و بخش هائی از جنوب عربستان سعودی درست در کنار دریای سرخ همچنین جنوب مصر، شمال سودان، شمال اتیوپی، اریتره، دیجیبوتی و شمال سومالی را بر عهده داشت.
رشته سلطنت شاهان اکسام بارها از هم گسیخته گردید: اولین بار توسط یهودیان یا کفار ملکه گودیت در حدود سال‌های دهه ۹۵۰ (یا احتمالاً در حدود سال‌های دهه ۸۵۰ در تاریخ‌های اتیوپی). این دوران سپس توسط سلسله زاگوی قطع گردید؛ در طی حکومت این سلسله بود که کلیساهای معروف صخره‌ای لالیبلا در زمان شاه لالیبلا در داخل کوه ساخته شده و دوره‌ای طولانی از صلح و آرامش را به همراه داشت. در حدود سال ۱۲۷۰ (میلادی)، سلسله سلیمانیان کنترل اتیوپی را در اختیار گرفت که ادعای وراثت پادشاهان اکسام را داشت. حکام این سلسله خود را "نگوس نگست"("شاه شاهان،" یا امپراتور) خوانده و اساس ادعاهای خود را بر وراثت مستقیم سلیمان و ملکه شبا استوار می‌نمودند.

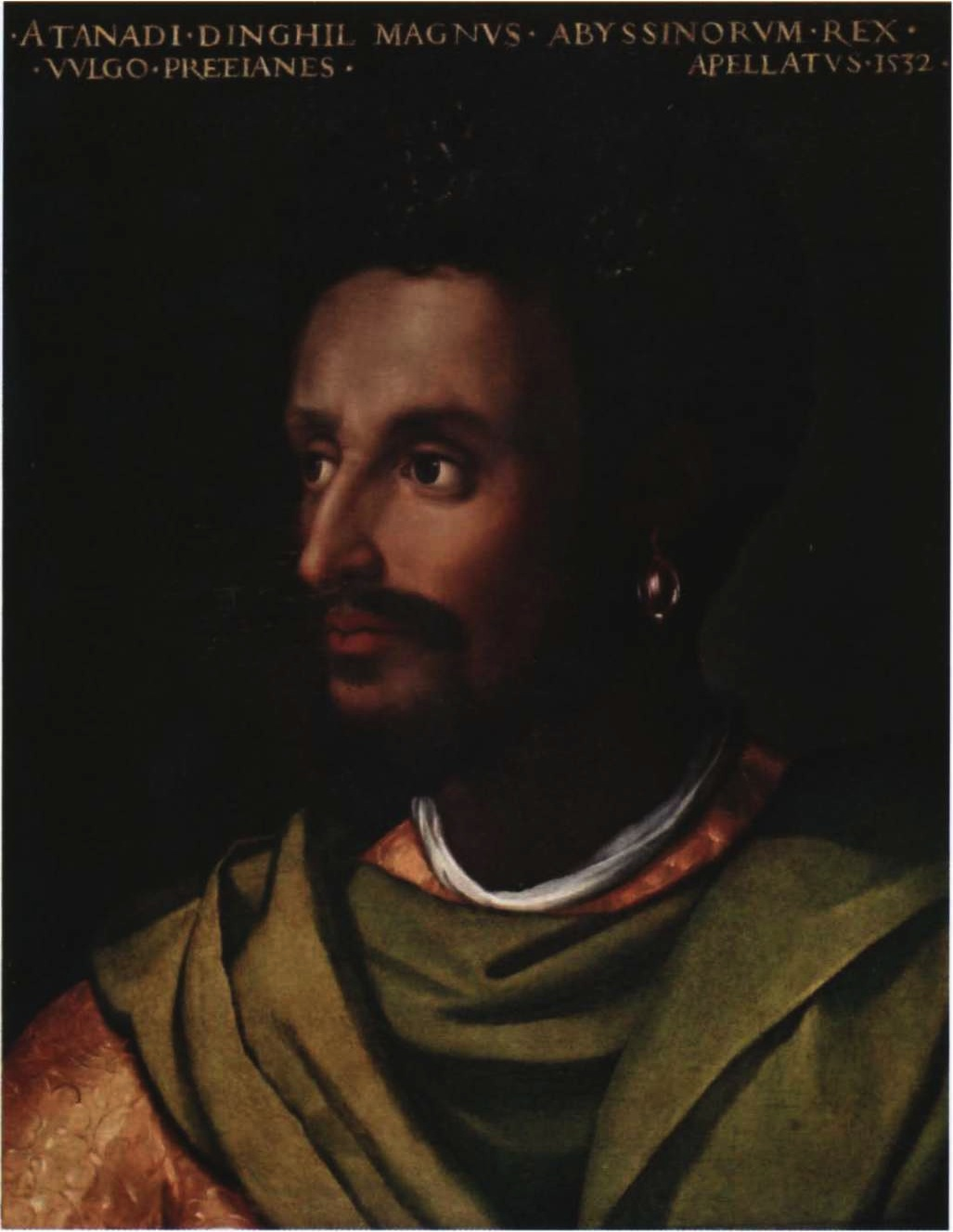
لبنا دنگل

در زمان حکومت امپراتور یشاق، اتیوپی اولین تماس موفق خود از زمان اکسامیان را با اروپا برقرار نموده و دو فرستاده بنام‌های آلفونز پنجم از اراگون به اروپا فرستاده شدند. اروپا نیز در مقابل فرستادگانی را به اتیوپی مأمور کردند ولی این فرستادگان موفق به اتمام سفر خود نشدند. اولین ارتباط مستمر با اروپا به سال ۱۵۰۸ و با کشور پرتغال برقرار گردید. در این زمان حکومت در اختیار امپراتور لبنا دنگل بود. او نیز حکومت را به تازگی از پدر خود به ارث برده بود. این امر به عنوان پشتوانه‌ای محکم در حالی مطرح گردید که امپراتوری مورد تهاجم آدال ژنرال و امام، احمد ابن ابراهیم القاضی (ملقب به ""گران"" یا "چپ دست") قرار داشت، پرتغال به درخواست کمک لبنا دنگل پاسخ مثبت داده و با ارتشی متشکل از چهار صد سرباز به کمک پسر او گلاودیوس شتافته و احمد را شکست داده و حکومت او را مجدداً بر سر کار آورد. به‌هرحال زمانی که امپراتور ساسنیوس در سال ۱۶۲۴ به دین رومن کاتولیکی درآمد، سال‌های شورش و نا آرامی‌های مدنی ادامه یافتند که نتیجه آن کشته شدن هزاران نفر بود. مبلغان یسوعیون به اعتقادات ارتودکس مردم بومی اتیوپی توهین نموده و در ۲۵ ژوئن سال ۱۶۳۲، پسر ساسنیوس امپراتور فسیلیدیز مجدداً دین رسمی کشور را مسیحیت ارتودکس اتیوپیایی اعلام و مبلغان یسوعیون و دیگر اروپائیان را اخراج نمود.
کلیه این موارد مربوط بدوران انزوای اتیوپی از سال ۱۷۵۵ تا ۱۸۵۵ بوده که با نام «زمانه میسافینت» یا «عصر پرنس‌ها» شناخته می‌گردد. امپراتوران به صورت حکام دست نشانده تحت نفوذ سپهسالارانی مانند راس میکائیل سهول از تیگرای و بعدها نیز تحت کنترل اورومو سلسله یججو درآمدند. انزوای اتیوپی به‌دنبال ورود هیئت تبلیغی انگلستان و اتحاد دو کشور، خاتمه یافت؛ به‌هرحال این انزواء تا زمان حکومت امپراتور توودروس دوم که به مدرن‌سازی اتیوپی و متمرکز نمودن قدرت در امپراتوری پرداخت، ادامه داشت. نتیجه این اقدامات شرکت مجدد اتیوپی در امور بین‌المللی بود.

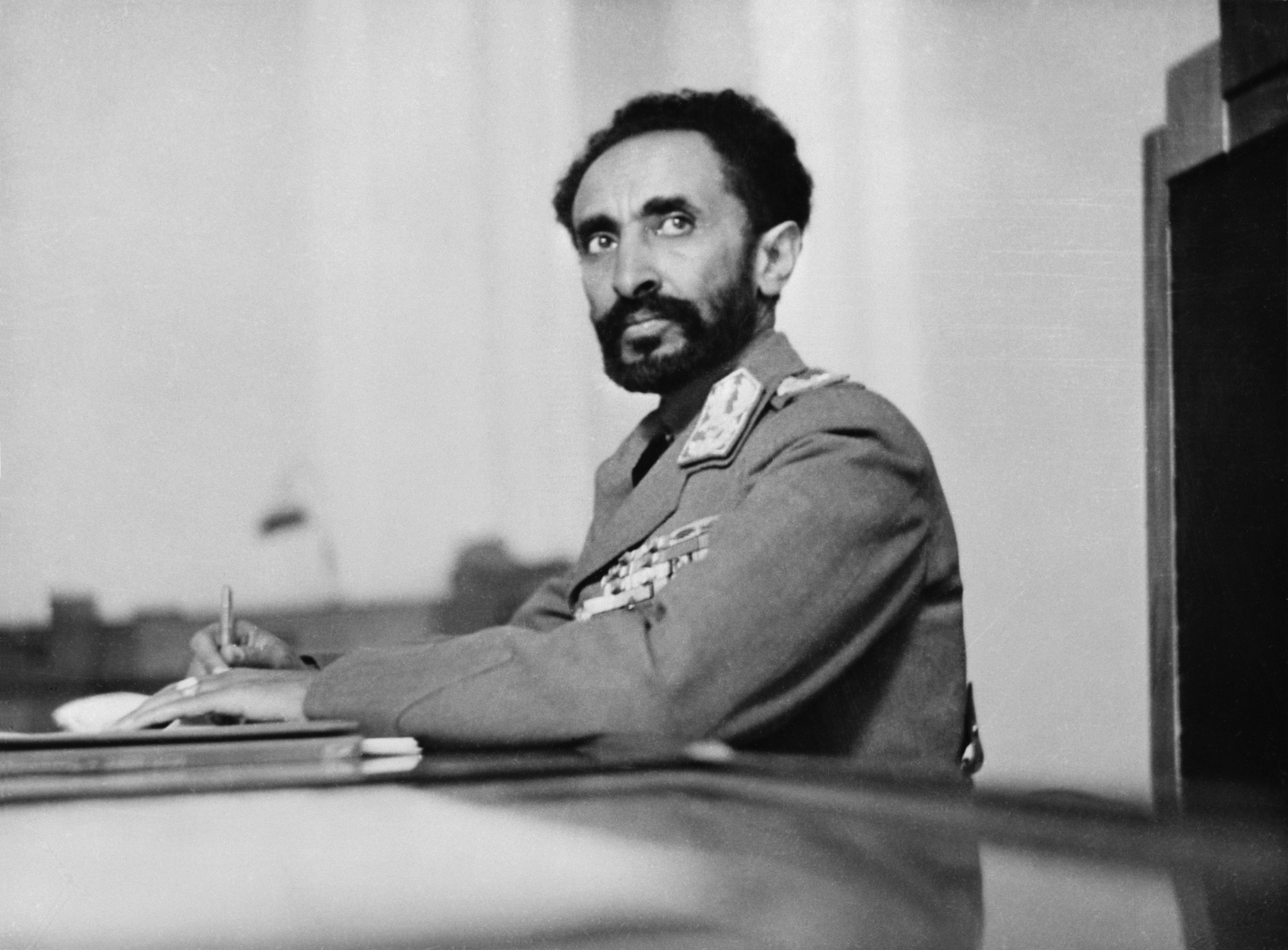
هایله سلاسی (۷۴–۱۹۱۶)

شاخص دهه ۱۸۸۰ درگیری‌های آفریقا و مدرنیزه شدن اتیوپی است، در این زمان ایتالیائی شروع به رقابت با انگلیسی‌ها بر سر کشورهای منطقه نمود. بندراساب نزدیک به ورودی جنوبی دریای سرخ توسط یک شرکت ایتالیائی از سلطان محلی خریداری و در مارس ۱۸۷۰ به عنوان مستعمره اتیوپی اعلام گردید. بعدها در سال ۱۸۹۰ این محل به کانون قدرت ایتالیا تبدیل و به نام اریتره خوانده شد. نتیجه درگیری‌های دو کشور به نبرد آدووا در سال ۱۸۹۶ انجامید که در آن اتیوپیایی‌ها با شکست دادن نیروهای مستعمراتی و حفظ استقلال خود تحت رهبری منلیک دوم، جهان را بشگفتی واداشتند. در مورخه ۲۶ اکتبر سال ۱۸۹۶ ایتالیا و اتیوپی یک پیمان مشروط صلح به امضاء رسانیدند.

### امپراتوری اتیوپی
در اوایل سده بیستم، امپراتور هایله سلاسی اول که متعهد به تسریع در مدرنیزه کردن اتیوپی بود، به حکومت رسید -؛ حکومت او تنها در دوره کوتاه اشغال توسط ایتالیا قطع گردید (۱۹۳۶ -؛ ۱۹۴۱). در سال ۱۹۴۱، انگلیسی و سربازان وطن دوست اتیوپی سرزمین مادری اتیوپی را آزاد ساختند و به‌دنبال آن در تاریخ ۳۱ ژانویه ۱۹۴۱، پادشاهی تثبیت گشته و انگلستان (بدون هیچ امتیاز خاصی برای خود) حق حاکمیت کامل آن را با امضای توافقنامه انگلو – اتیوپیایی در دسامبر ۱۹۴۴، به رسمیت شناخت.

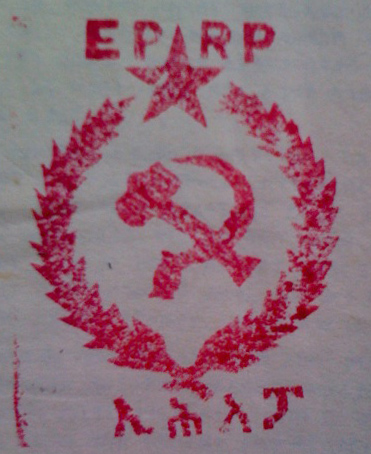

حکومت سلاسی در سال ۱۹۷۴ و هنگامی که یک نظامی‌گری هوادار – شوروی مارکسیست – لنینیست حزب بنام دررگ او را سرنگون و حکومت تک حزبی کمونیستی را به وجود آورد، به پایان رسید. نظام تازه تشکیل شده نیز شاهد چندین کودتای خونین، شورش، قحطیهای گسترده و مشکل پناهندگیهای وسیع بود. در سال ۱۹۷۷ سومالی به اتیوپی حمله نمود که باعث بروز جنگ اوگادن گردید؛ ولی اتیوپی به‌سرعت آن‌ها را با سیل تجهیزات نظامی اتحاد شوروی شکست داده و در سال بعد نیز با حضور نظامیان کوبا و همکاری نظامی با آلمان شرقی و یمن جنوبی اتحادی مستحکم را به وجود آورد.
به‌رغم به وجود آوردن یکی از بزرگ‌ترین ارتش‌های آفریقا که از کمک نظامی کشورهای بلوک سوسیالیست سود می‌جست، شورش‌های بی پایان در استان‌های اریتره و تیگرای در سال ۱۹۸۵ منجر به قحطی گسترده و تغییرات حکومت در رژیم تحت حمایت بلوک سوسیالیست گردید. به‌دنبال آن در سال ۱۹۹۱ حکومت دررگ از جبهه آزادی خلق اریتره (ائی پی ال اف) در مناطق شمالی شکست خورده و در مناطق دیگر نیز مغلوب جبهه انقلابی دمکراتیک خلق اتیوپی (ائی پی آر دی اف) که ائتلافی از نیروهای نظامی شورشی و عمدتاً شامل جبهه آزادیبخش خلق تیگرائی بود، گردید.
در سال ۱۹۹۳، و به‌دنبال برگزاری همه‌پرسی، استان اریتره استقلال خود از اتیوپی را به‌دست آورده و به بیش از بیست سال درگیری نظامی، یکی از بزرگ‌ترین نمونه‌های قاره آفریقا، خاتمه داده شد. در سال ۱۹۹۴، قانون اساسی پذیرفته گردید که به برگزاری اولین انتخابات چند حزبی اتیوپی در سال بعد از آن انجامید. در ماه مه ۱۹۹۸ اختلافات بر سر مرزهای اریتره باعث بروز جنگ اریتره – اتیوپی گردید که تا ژوئن سال ۲۰۰۰ بدرازا انجامید. این جنگ باعث مشکلات اقتصادی ملی شد، ولی در عین حال تقویت ائتلاف حاکم را به‌دنبال داشت. در تاریخ ۱۵ می سال ۲۰۰۵ اتیوپی انتخابات چند حزبی دیگر را برگزار نمود که نتیجه آن بازگشت مناقشه انگیز ائی پی آر دی اف بقدرت بود. در اوایل ماه ژوئن و سپس در ماه نوامبر، پلیس تحت فرمان ائی پی آر دی اف بسوی تظاهر کنندگان آتش گشوده و ۱۹۴ نفر کشته و هزاران نفر (شامل رهبران شاخص مخالف) را که معترض به انتخابات و مدعی تقلب در آن بودند، را بازداشت نمود.

## سیاست

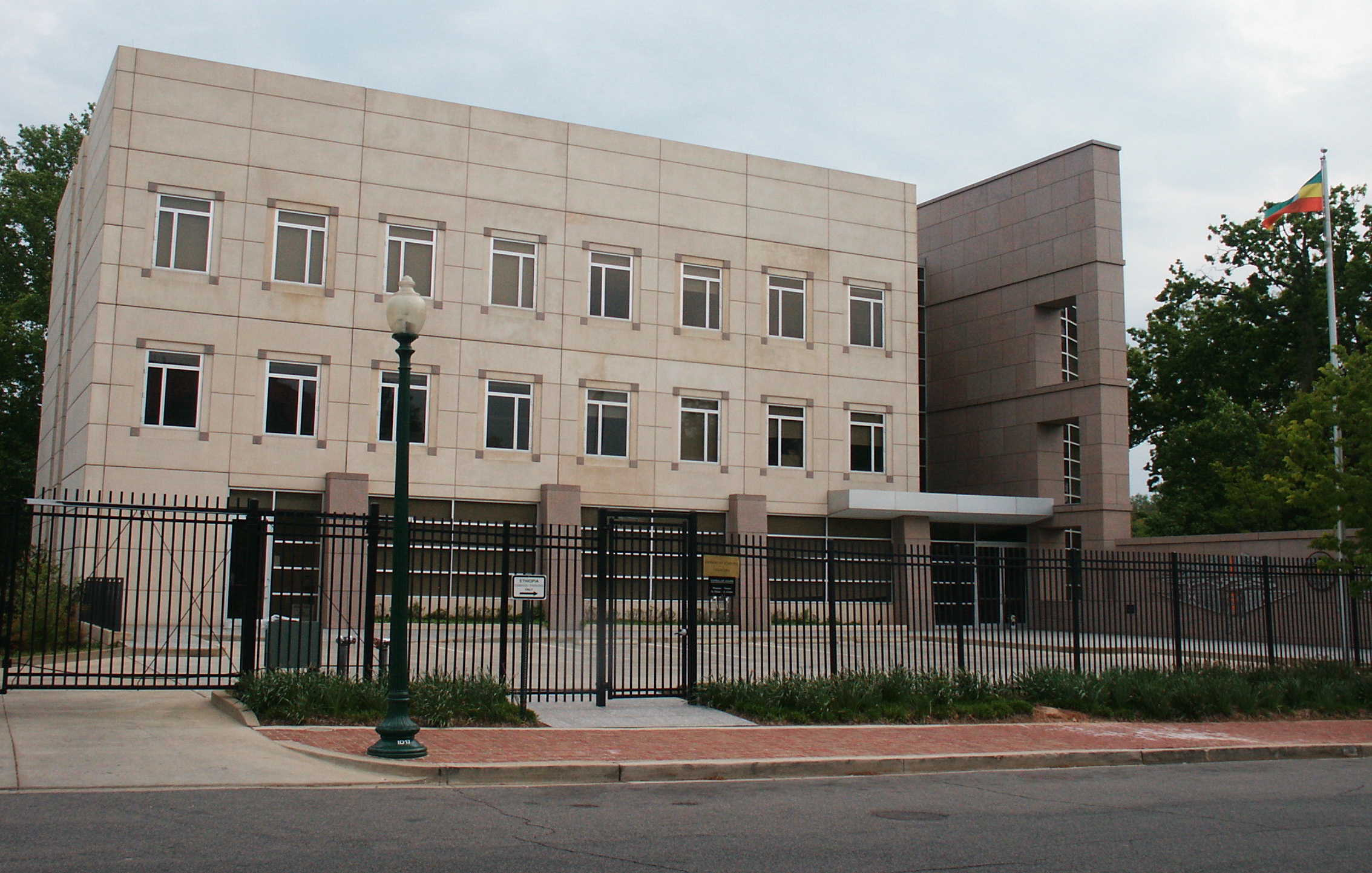
سفارت جمهوری دموکراتیک فدرال اتیوپی در واشینگتن دی سی

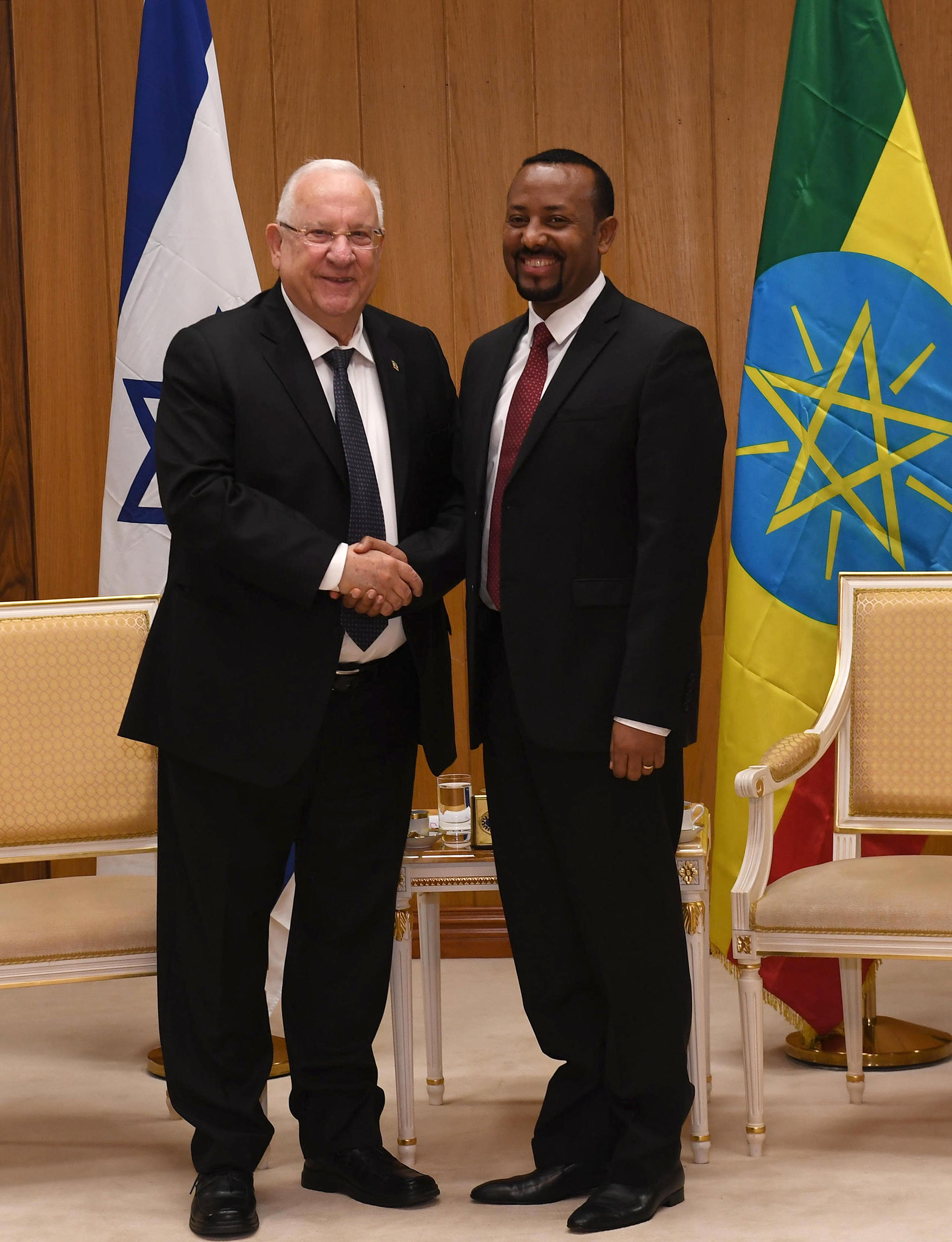
آبی احمد نخست وزیر اتیوپی و رووین ریولین رئیس جمهور اسرائیل

انتخابات مجلس مؤسسان ۵۴۷ نفری اتیوپی در ماه ژوئن سال ۱۹۹۴ برگزار شد. این مجلس قانون اساسی جمهوری فدرال دمکراتیک اتیوپی را در دسامبر ۱۹۹۴ اختیار نمود. اولین انتخابات پارلمان مردمی و مجالس قانون‌گذاری محلی اتیوپی در ماه‌های می و ژوئن سال ۱۹۹۵ برگزار گردیدند. اکثر جناح‌های مخالف این انتخابات را تحریم نمودند. نتیجه این انتخابات پیروزی شایان جبهه انقلابی دمکراتیک خلق اتیوپی (ائی پی آر دی اف) بود. ناظران بین‌المللی و غیردولتی نتیجه‌گیری نمودند که احزاب مخالف امکان حضور در انتخابات را داشتند ولی خودشان از این امر امتناع نمودند.
دولت جمهوری فدرال دمکراتیک اتیوپی در اوت سال ۱۹۹۵ مستقر گردید. اولین رئیس‌جمهور این دولت نگاسو گیدادا بود. دولت تحت رهبری ائی پی آر دی اف نخست‌وزیر ملس زناوی مروج سیاست فدرالیسم نژادی بوده و قدرت زیادی به مقامات محلی متکی به سیاست نژادی اعطاء نموده‌است. امروزه اتیوپی دارای نه منطقه دارای مدیریت نیمه مختار است که قدرت تحصیل درآمد مستقل و هزینه نمودن آن بنا به مقتضی خود را دارا می‌باشند. تحت کنترل حکومت فعلی، مردم اتیوپی از هر زمان دیگری در تاریخ، از مشارکت بیشتر سیاسی و مباحثات آزاد بهره‌مند هستند، اگرچه برخی از آزادی‌های اساسی شامل آزادی مطبوعات در عمل بنوعی محدود می‌گردند.
دولت زناوی مجدداً در انتخابات چند حزبی سال ۲۰۰۰ اتیوپی به پیروزی رسید. در حال حاضر، رئیس‌جمهور عامل گریما ولد – جیورجیس است که دوره ریاست جمهوری او در سال ۲۰۰۶ بپایان خواهد رسید.
از سال ۱۹۹۱، اتیوپی به تحکیم روابط صمیمانه با ایالات متحده و اروپای غربی پرداخته و در پی دریافت کمک‌های اساسی اقتصادی از کشورهای غربی و بانک جهانی بوده‌است. در سال ۲۰۰۴، دولت تلاشی را در جهت انتقال بیش از دو میلیون نفر از مناطق بایر کوهستانی شرق با طرح این ادعا که این تغییرات جمعیتی باعث کاهش کمبود مواد غذائی خواهد شد، نمود.
اتیوپی اقدام به برگزاری انتخابات عمومی در ماه مه سال ۲۰۰۵ نموده که در آن رکورد تعداد رای‌دهندگان با رأی ۹۰ درصد واجدین شرایط شکسته شد. درحالی‌که مسئولیت برگزاری این انتخابات با تیم ناظر آنا گومز از اتحادیه اروپا و به منظور انجام آن بر اساس استانداردهای بین‌المللی انتخابات آزاد و منصفانه بود، گروه‌های دیگر نظری کاملاً متفاوت داشتند. گزارش مورخه ۱۴ سپتامبر اتحادیه آفریقا شامل ستایشی با این مضمون بود که «مردم اتیوپی تعهد واقعی خود به ایده‌آل‌های دمکراتیک را بنمایش گذاشتند»، و در ۱۵ سپتامبر مرکز کارتر ایالات متحده این‌گونه نتیجه‌گیری کرد که «اکثریت نتایج ماخوذه از انتخابات ۱۵ ماه مه و جدول‌بندی آن قابل اعتماد بوده و در شرایط رقابتی برگزار گردیده‌است». به‌هرحال به این نکته جلب نظر نمود که به برخی از ناظران انتخاباتی خارجی (شامل آنا گومز از اتحادیه اروپا) مجوز لازم و مدارک مورد نیاز جهت سفر به مناطق روستائی کشور و نظارت بر آن مناطق داده نشده بود. از آن بدتر، این تاخیرات درست چند روز قبل از انتخابات اتفاق افتاده و نقش دولت در آن‌ها را تأیید می‌نمود، ولی شواهد محکمی برای متهم نمودن آن‌ها در دست نبود. در همین حال وزارت امور خارجه ایالات متحده در مورخه ۱۶ سپتامبر اعلام نمود که «این انتخابات را می‌توان به عنوان سنگ زیر بنائی در روش نو و رقابتی برگزاری انتخابات در نظام چند حزبی در یکی از بزرگ‌ترین و مهم‌ترین کشورهای آفریقائی به‌شمار آورد.» حتی بیانیه اولیه سال ۲۰۰۵ اتحادیه اروپا این‌گونه اعلام می‌داشت که «... روش‌های انتخاباتی به صورت عمومی مثبت ارزیابی می‌گردند. رتبه ارزیابی کلی روش انتخابات در حد ۶۴٪ خوب و ۲۴٪ بسیار خوب تعیین گردید».
شکایت گروه‌های مخالف مبنی بر آنکه حزب حاکم ای پی آر دی اف به‌طور گسترده در انتخابات موجبات ارعاب و تقلب را فراهم آورده، موجب اعلام تقلب در ۲۹۹ حوزه انتخاباتی گردید. کلیه این ادعاها توسط هیئت ملی نظارت بر انتخابات اتیوپی که اعضای آن توسط نخست‌وزیر ملس برگزیده شده بودند، مورد بررسی قرار گرفتند که باعث تأخیر در اعلام نتایج گردیدند. در ماه ژوئن ۲۰۰۵ درحالی‌که هنوز نتیجه انتخابات نامشخص بود، یک گروه از دانشجویان به ادعاهای تقلبات اعتراض نمودند. این در حالی بود که اعتراض توسط دولت به‌مدت یکماه ممنوع اعلام شده بود. دولت اظهار نموده بود چنانچه تا یکماه هیچ اعتراضی صورت نپذیرد، تنش‌های سیاسی اتیوپی کاهش می‌یابد.
با فراخوان مخالفان به اعتصابات عمومی و بایکوت پارلمان جدید، موج اعتراضات خیابانی مجدداً در همان سال بالا گرفته و مردم از پذیرش نتیجه انتخابات سر باز زدند. مأموران پلیس یکبار دیگر سعی در مهار اعتراضات نمودند که این بار باعث کشته شدن چهل و دو نفر از مردم و از جمله هفت مأمور پلیس
در آدیس آبابا گردید. یک مأمور دیگر نیز بعداً بر اثر شدت جراحات وارده با انفجار نارنجک دستی درگذشت. در این درگیری‌ها هزاران نفر بازداشت شده و به مراکز زندان در نقاط مختلف کشور انتقال یافتند.
به‌دنبال اثبات تقلب در انتخابات، تظاهراتی مسالمت‌آمیز توسط حامیان گروه‌های مخالف برگزار گردید. سربازان حکومتی ۱۹۳ تظاهرکننده مسالمت انگیز را بخاک و خون کشیدند. در یک گفتگوی مصاحبه‌ای که توسط بی.بی.سی. در تاریخ ۴ ژوئیه بین استفان ساکور و نخست‌وزیر اتیوپی برگزار گردید، نخست‌وزیر قبول نمود که شخصاً دستور کشتار جمعی را به سربازان داده‌است. جهت دیدن این مصاحبه بروی کلیک نمائید، در ۱۴ نوامبر، پارلمان اتیوپی قانونی را از تصویب گذرانده و بر اساس آن تشکیل یک کمیسیون بیطرف جهت بررسی حوادث ۸ ژوئن و اول و دوم نوامبر مورد تأکید قرار داد. در ماه فوریه سال ۲۰۰۶، تونی بلر نخست‌وزیر انگلستان با اعلام اینکه ائی پی آر دی اف در انتخابات به پیروزی رسیده‌است، از خواست خود مبنی بر حل و فصل مشکلات اتیوپی در داخل این کشور و ادامه مسیر دمکراسی خبر داد.
تا ماه فوریه ۲۰۰۶، صدها نفر در بازداشت باقی ماندند تا در ماه مارس محاکمه شوند. در این زمان ۱۱۹ نفر شامل روزنامه‌نگاران به جرم افتراء و رهبران جناح‌های مخلف به جرم خیانت محاکمه گردیدند. سازمان‌های حقوق بشر نسبت به وضعیت سلامت برخی از این زندانیان ابراز نگرانی نمودند. آن‌ها همچنین نگرانی‌های خود را در باب آزادی مطبوعات اعلام کردند.
در مورخ ۵ سپتامبر سال ۲۰۰۵، هیئت ملی نظارت بر انتخابات اتیوپی نتیجه نهائی انتخابات را اعلام نموده و در آن تأیید نمود که حزب حاکم جبهه انقلابی دمکراتیک خلق اتیوپی هنوز کنترل خود بر دولت را حفظ خواهد نمود ولی گروه‌های مخالف امکان افزایش سهم خود در کرسی‌های پارلمان از ۱۲ به ۱۷۶ را خواهند داشت. ائتلاف اتحاد و دمکراسی موفق به احراز تمام کرسی‌های پارلمان بجز یک کرسی در آدیس آبابا، هم در مجلس و هم در شورای شهر گردید.
بر اساس گزارش بی.بی.سی. به نقل از قاضی ارشد مشیشا کسی که مسئولیت کمیته تحقیق کشتار فراریان اتیوپی را بر عهده داشت، پلیس اتیوپی ۱۹۳ معترض را قتل‌عام نمود. بسیاری از قضات ارشد، ژنرال‌های نظامی و سیاستمداران به‌دنبال اخذ پناهندگی از اروپا و ایالات متحده آمریکا بودند. در نتیجه این اعتراضات که به دستگیری هزاران تن از معترضان نیز انجامید، برخی اعضای پارلمان و مقامات ارشد شامل شهردار منتخب آدیس آبابا، دکتر برهانو نگا، پروفسور مسفین ولدی ماریام، یک عضو شاخص فعالان حقوق بشر، یک وکیل بنام بیرتوکان میدکسا نیز دستگیر شدند. بنا بر نظر تشاله آبرا، یکی از عالیرتبه‌ترین قضات اتیوپی و کسی که به‌دنبال «آزار مستمر» دولت از کشور خارج گردید، دولت ملس در کشتار مردمی از حکومت‌های ماقبل خود پیشی گرفته‌است.
به‌دنبال فرار ولدی-میکائیل مشیشا قائم مقام گروه ده نفره تحقیق دربارهٔ گشودن آتش بروی مردم در اکتبر ۲۰۰۶، این شخص تأیید نمود که ۱۹۳ نفر در جریان اعتراضات انتخاباتی کشته شدند.

### شورای سلطنتی اتیوپی
شورای سلطنتی اتیوپی سازمانی است که بر اساس قانون اساسی سمت مشاوره در امور حکومت به امپراتوران اتیوپی را دارا است. این مشاوره از طرف مقام سلطنت انجام شده و اعضای این شورا نیز منتخب امپراتور هستند.
هم‌اکنون سلطنت در اتیوپی منسوخ شده‌است ولیکن سلطنت طلبان اتیوپی هنوز شورای سلطنتی را اداره می‌نمایند. در تاریخ ۱۶ مارس سال ۲۰۰۵، پرنس ارمیاس سهل سلاسی مجدداً توسط شاه زرا یاکوب امها سلاسی به عنوان رئیس شورای سلطنتی اتیوپی منصوب گردید. زرا یاکوب امها سلاسی به عنوان امپراتور در تبعید اتیوپی محسوب می‌گردد.

## بخش‌های حکومتی

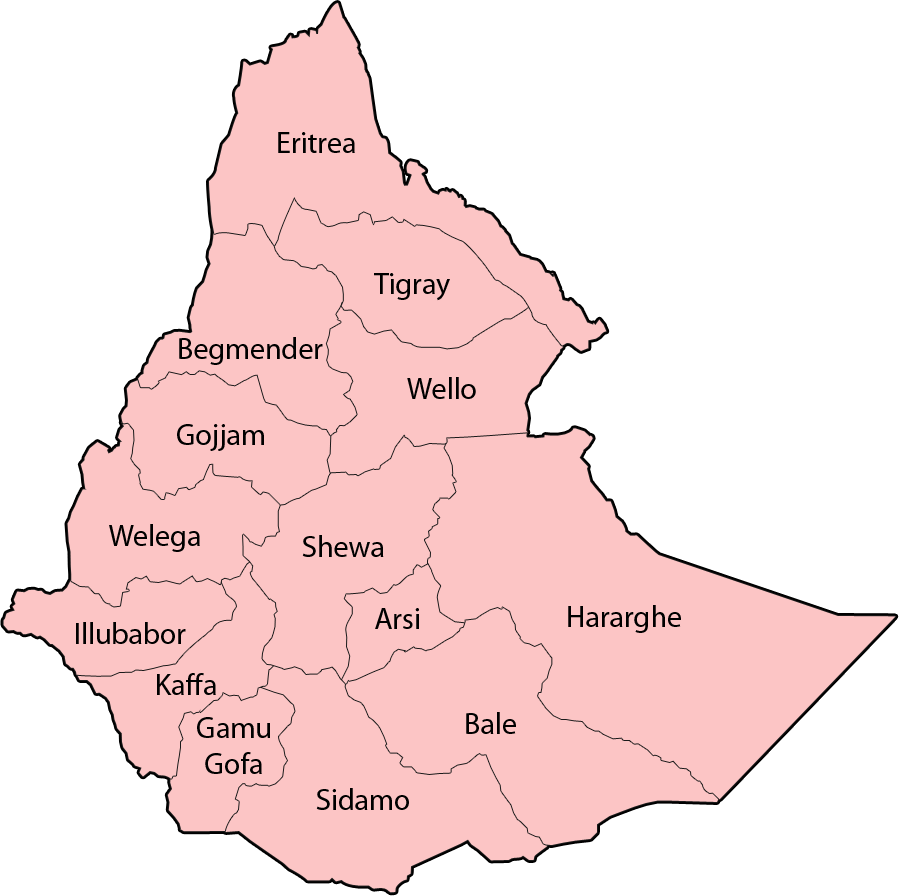
بخش‌های حکومتی

قبل از سال ۱۹۹۶، اتیوپی به سیزده استان تقسیم گشته بود که اکثر آن‌ها ریشه در مقاطع تاریخی داشتند. در حال حاضر اتیوپی دارای یک سیستم حکومتی ردیفی است که متشکل است از دولت فدرال که نظارت بر ایالات محلی نژادی، مناطق، محلات (ورداها) و (کبلههای) مجاور را بر عهده دارد.
اتیوپی به نه منطقه نظارتی قومی بنام ("کیلیلوچ" مفرد "کیلی") تقسیم گردیده که این مناطق نیز به نوبه خود به شصت و هشت منطقه و دو شهر شاخص (" استه دادر اکابابی وچ" مفرد "استه دادر اکابابی"): آدیس آبابا و دایر داوا (در روی نقشه به ترتیب زیر مجموعه‌های ۱ و ۵) تقسیم گردیده‌اند. این مناطق در مرحله بعدی تقسیم‌بندی، به ۵۵۰ "وره داس" و ۶ "وره داس" ویژه تقسیم می‌شوند.
بر طبق قانون اساسی قدرت گسترده‌ای به ایالات محلی تفویض گشته به‌طوری‌که آن‌ها بر اساس نظامنامه دولت فدرال، قادر به تأسیس دولت و دمکراسی خاص خودشان می‌باشند. هر منطقه دارای شورای محلی بوده که اعضای آن به صورت مستقیم از برای نمایندگی آن محل انتخاب گشته و شورا دارای قدرت قانونگذاری و مدیریت امور داخلی منطقه است. ماده ۳۹ قانون اساسی اتیوپی از آن فراتر رفته و به هر یک از این ایالات محلی حق انتزاع از اتیوپی را اعطاء نموده‌است. به‌هرحال این مسئله مورد بحث است که چه مقدار از قدرت تفویضی در قانون در واقعیت اعطاء می‌گردد.
این شوراها قیمومیت خود را از طریق کمیته‌های اجرائی و دفاتر محلی بخشی اعمال می‌نمایند. ساختار استادانه این شوراها، کمیته‌های اجرائی و موسسات عمومی بخشی در سطوح بعدی آن (وره دا) نیز اعمال شده‌است.
نه منطقه و دو شهر شاخص عبارتند از:
| منطقه یا شهر (ክልል/የከተማ አስተዳድር)                | منطقه یا شهر (ክልል/የከተማ አስተዳድር) | مرکز       | مساحت (km2)  | جمعیت              | جمعیت           | جمعیت            | جمعیت      |
| منطقه یا شهر (ክልል/የከተማ አስተዳድር)                | منطقه یا شهر (ክልል/የከተማ አስተዳድር) | مرکز       | مساحت (km2)  | سرشماری اکتبر ۱۹۹۴ | سرشماری مه ۲۰۰۷ | تخمین ژوئیه ۲۰۱۲ | تخمین ۲۰۱۷ |
| --------------------------------------------- | ------------------------------ | ---------- | ------------ | ------------------ | --------------- | ---------------- | ---------- |
| آدیس آبابا (አዲስ አበባ)                          | astedader                      | آدیس آبابا | ۵۲۶٫۹۹       | ۲٬۱۰۰٬۰۳۱          | ۲٬۷۳۸٬۲۴۸       | ۳٬۰۴۱٬۰۰۲        | ۳٬۴۳۳٬۹۹۹  |
| منطقه عفر (ዓፋር)                               | kilil                          | سمرا       | ۷۲٬۰۵۲٫۷۸    | ۱٬۰۵۱٬۶۴۱          | ۱٬۴۱۱٬۰۹۲       | ۱٬۶۰۲٬۹۹۵        | ۱٬۸۱۲٬۰۰۲  |
| منطقه امهارا (አማራ)                            | kilil                          | بهیر دار   | ۱۵۴٬۷۰۸٫۹۶   | ۱۳٬۲۷۰٬۸۹۸         | ۱۷٬۲۱۴٬۰۵۶      | ۱۸٬۸۶۶٬۰۰۲       | ۲۱٬۱۳۴٬۹۸۸ |
| منطقه بنیشانگول-گوموز (ቤ/ጉሙዝ)                 | kilil                          | آسوسا      | ۵۰٬۶۹۸٫۶۸    | ۴۶۰٬۳۲۵            | ۶۷۰٬۸۴۷         | ۹۸۲٬۰۰۴          | ۱٬۰۶۶٬۰۰۱  |
| دیرداوه (ድሬዳዋ)                                | astedader                      | دیرداوه    | ۱٬۵۵۸٫۶۱     | ۲۴۸٬۵۴۹            | ۳۴۲٬۸۲۷         | ۳۸۷٬۰۰۰          | ۴۶۶٬۰۰۰    |
| منطقه گامبلا (ጋምቤላ)                           | kilil                          | گامبلا     | ۲۹٬۷۸۲٫۸۲    | ۱۶۲٬۲۷۱            | ۳۰۶٬۹۱۶         | ۳۸۵٬۹۹۷          | ۴۳۵٬۹۹۹    |
| منطقه هراری (ሐረሪ)                             | kilil                          | هرر        | ۳۳۳٫۹۴       | ۱۳۰٬۶۹۱            | ۱۸۳٬۳۴۴         | ۲۱۰٬۰۰۰          | ۲۴۶٬۰۰۰    |
| منطقه اورومیا (ኦሮምያ)                          | kilil                          | آدیس آبابا | ۲۸۴٬۵۳۸٫۰۰   | ۱۸٬۴۶۵٬۴۴۹         | ۲۷٬۱۵۸٬۴۷۱      | ۳۱٬۲۹۴٬۹۹۲       | ۳۵٬۴۶۷٬۰۰۱ |
| منطقه سومالی (ሶማሌ)                            | kilil                          | جیجیگا     | ۲۷۹٬۲۵۲٫۰۰   | ۳٬۱۴۴٬۹۶۳          | ۴٬۴۳۹٬۱۴۷       | ۵٬۱۴۸٬۹۸۹        | ۵٬۷۴۸٬۹۹۸  |
| اقوام، قومیت‌ها و قلمرو مردم جنوبی (ደቡብ ብ/ብ/ሕ) | kilil                          | اوواسا     | ۱۰۵٬۸۸۷٫۱۸   | ۱۰٬۳۷۷٬۰۲۸         | ۱۵٬۰۴۲٬۵۳۱      | ۱۷٬۳۵۹٬۰۰۸       | ۱۹٬۱۷۰٬۰۰۷ |
| منطقه تیگرای (ትግራይ)                           | kilil                          | مکله       | ۴۱٬۴۱۰       | ۳٬۱۳۴٬۴۷۰          | ۴٬۳۱۴٬۴۵۶       | ۴٬۹۲۹٬۹۹۹        | ۵٬۲۴۷٬۰۰۵  |
| مناطق ویژه شماره‌گذاری‌شده                      | مناطق ویژه شماره‌گذاری‌شده       |            |              |                    | ۹۶٬۵۷۰          | ۱۱۲٬۹۹۹          | ۱۲۳٬۰۰۱    |
| مجموع                                         | مجموع                          | مجموع      | ۱٬۱۲۷٬۱۲۷٫۰۰ | ۵۱٬۷۶۶٬۲۳۹         | ۷۳٬۹۱۸٬۵۰۵      | ۸۴٬۳۲۰٬۹۸۷       | ۹۴٬۳۵۱٬۰۰۱ |

## اقتصاد

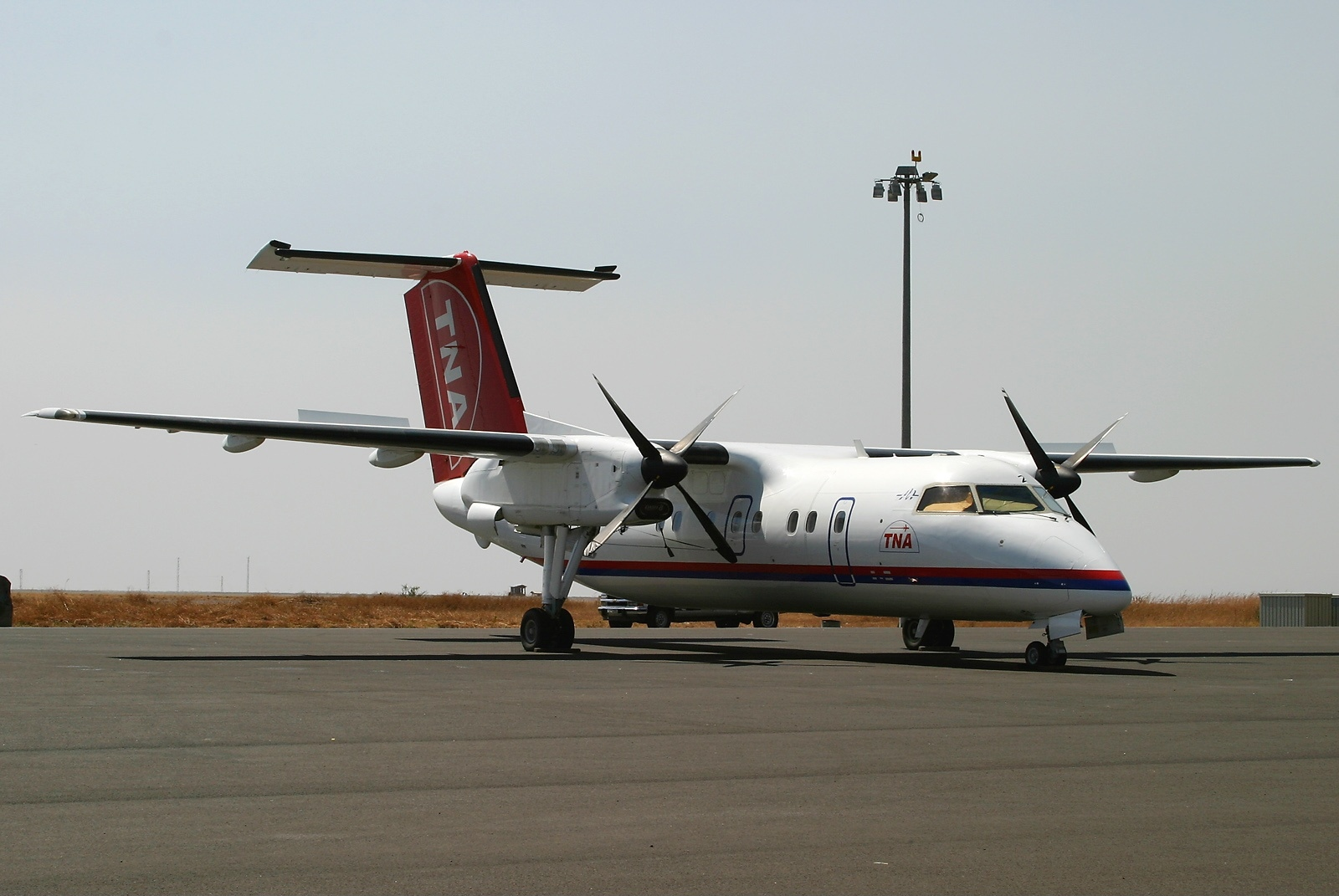
ترنس نیشن ایرویز شرکت هواپیمایی اتیوپی

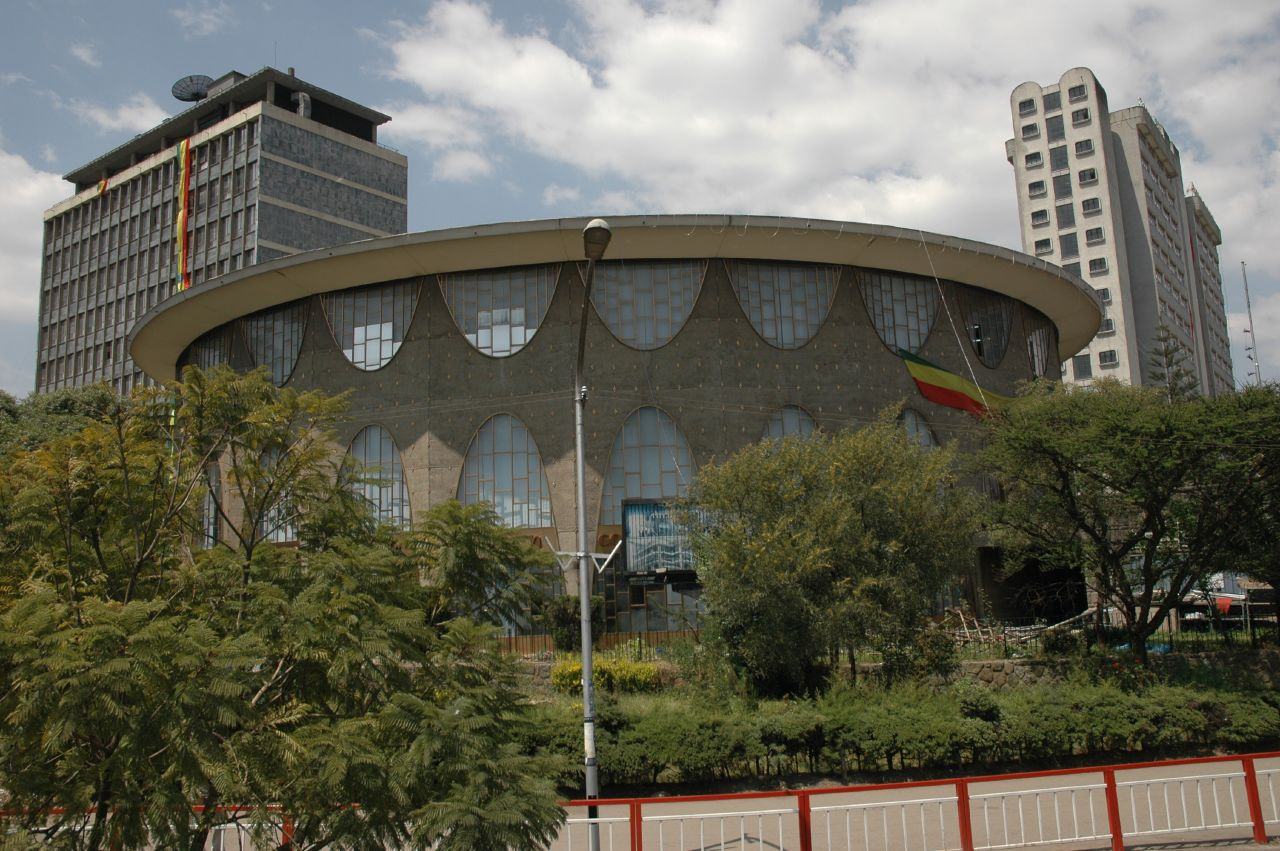

اتیوپی از لحاظ تاریخی یکی از بهترین اقتصادهای جهان را دارا است که در طول دوران سلطنت هایله سلاسی که در آن ارزش دلار اتیوپی خیلی بالا رفته بود، نیز ادامه داشته‌است. اتیوپی در مرز یک ملت کامیاب قرار داشت. اما در هر صورت پس از انقلاب سال ۱۹۷۴ (میلادی)، نحوه اداره اقتصاد اتیوپی به صورت اقتصاد سوسیالیستی تغییر یافت: کنترل‌های قدرتمند ایالات تثبیت گشته و بخش عمده‌ای از اقتصاد و از جمله صنایع مدرن، کشاورزی سطح بالا و تجاری، کلیه زمین‌های کشاورزی، مناطق اجاره‌ای شهری و کلیه موسسات مالی به بخش خصوصی منتقل گردیدند. از نیمه سال ۱۹۹۱ (میلادی)، اقتصاد شروع به حرکت به سمت اقتصاد بازار محور غیر متمرکز نموده و تأکید آن بر ابتکار عمل فردی قرار گرفت که نتیجه آن یک دهه رکود اقتصادی بود. در سال ۱۹۹۳ حرکت تدریجی خصوصی‌سازی کسب و کار، صنعت، بانکداری، کشاورزی، تجارت و بازرگانی ادامه یافت.
با این‌حال، اتیوپی به صورت کامل یک کشور خصوصی نیست. حزب حاکم ائی پی آر دی اف کنترل بیش از پنجاه مؤسسه تجاری قدرتمند در اتیوپی را در دست دارد. این روش نسخه کپی‌برداری شده از اقتصاد چین است. برخی از این موسسات عبارتند از امباسل، تیکور آبای، دینشو، مگا و غیره. هم‌اکنون بسیاری از مایملک رژیم قبل بنام خصوصی‌سازی به این موسسات تحت کنترل ائی پی آر دی اف انتقال یافته‌اند. از آن گذشته، بر اساس قانون اساسی اتیوپی، حق مالکیت زمین تنها به «ایالت و مردم» تعلق دارد، لکن شهروندان تنها امکان اجاره زمین تا ۹۹ سال را داشته و قادر به اجاره مجدد، فروش یا تملک زمین نیستند.
اتیوپی کشور فقیری هست

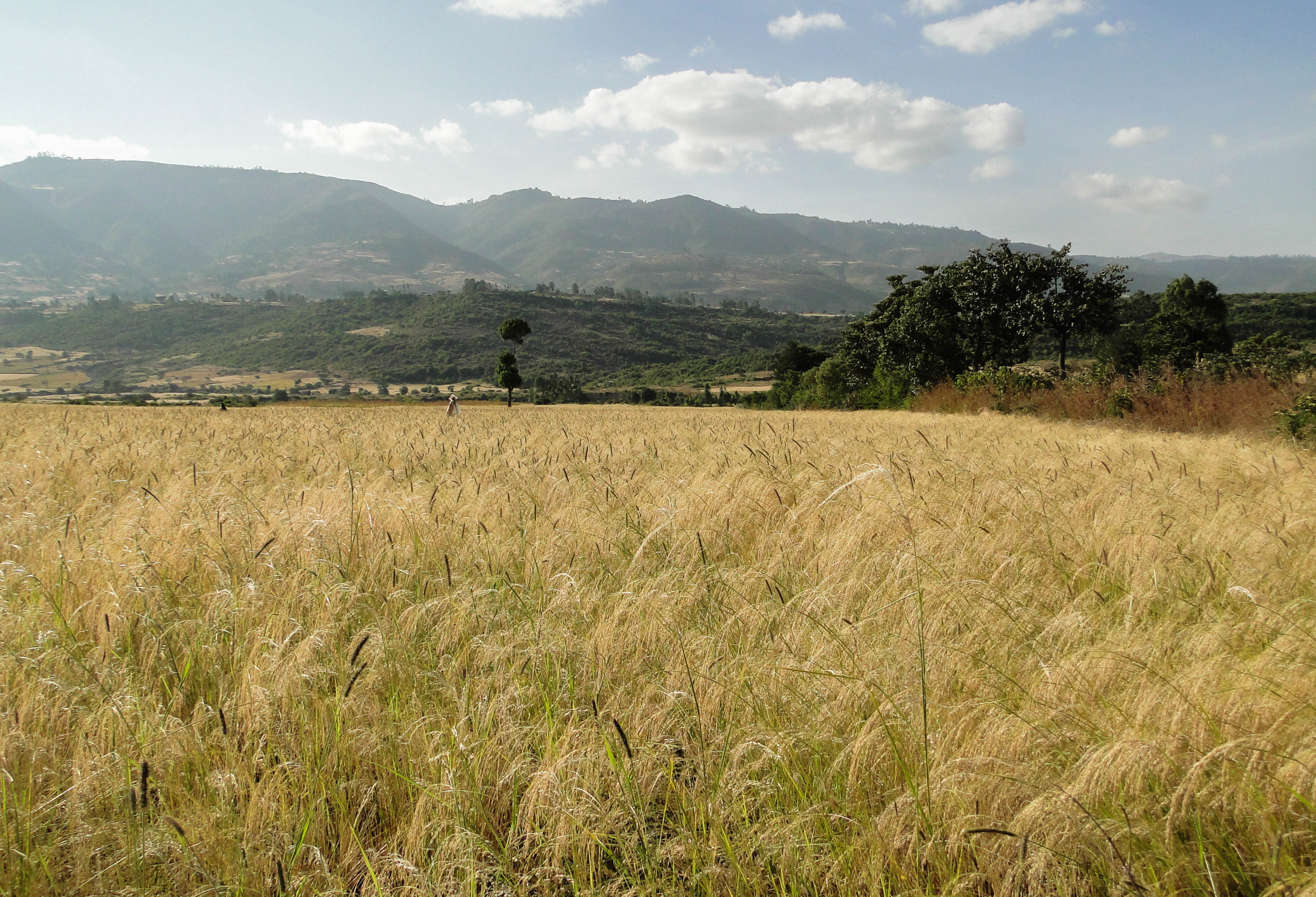

در اتیوپی کشاورزی حدود ۴۱ درصد تولید ناخالص ملی (GDP)، ۸۰ درصد صادرات و ۸۰ درصد نیروی کار را تشکیل می‌دهد. بسیاری از فعالیت‌های دیگر اقتصادی از جمله بازاریابی، پردازش و صادرات محصولات کشاورزی نیز به رشته کشاورزی وابسته هستند. تولید به صورت فشرده دارای اساسی معیشتی بوده و بخش عمده‌ای از کالاهای صادراتی توسط بخش کوچکی فراورده‌های سودآور کشاورزی تأمین می‌گردد. محصولات اصلی این کشور شامل قهوه، موج (" به عنوان مثال " لوبیا)، دانه‌های روغنی، غلات، سیب زمینی، نیشکر و سبزیجات می‌گردد. اقلام کشاورزی، صادرات عمده این کشور را تشکیل داده و قهوه پر درآمدترین محصول بحساب می‌آید. بنظر می‌رسد جمعیت دام اتیوپی، بزرگ‌ترین رقم در کل قاره آفریقا را تشکیل داده و از سال ۱۹۸۷ ۱۵ درصد تولید ناخالص کشور را شکل داده‌است.

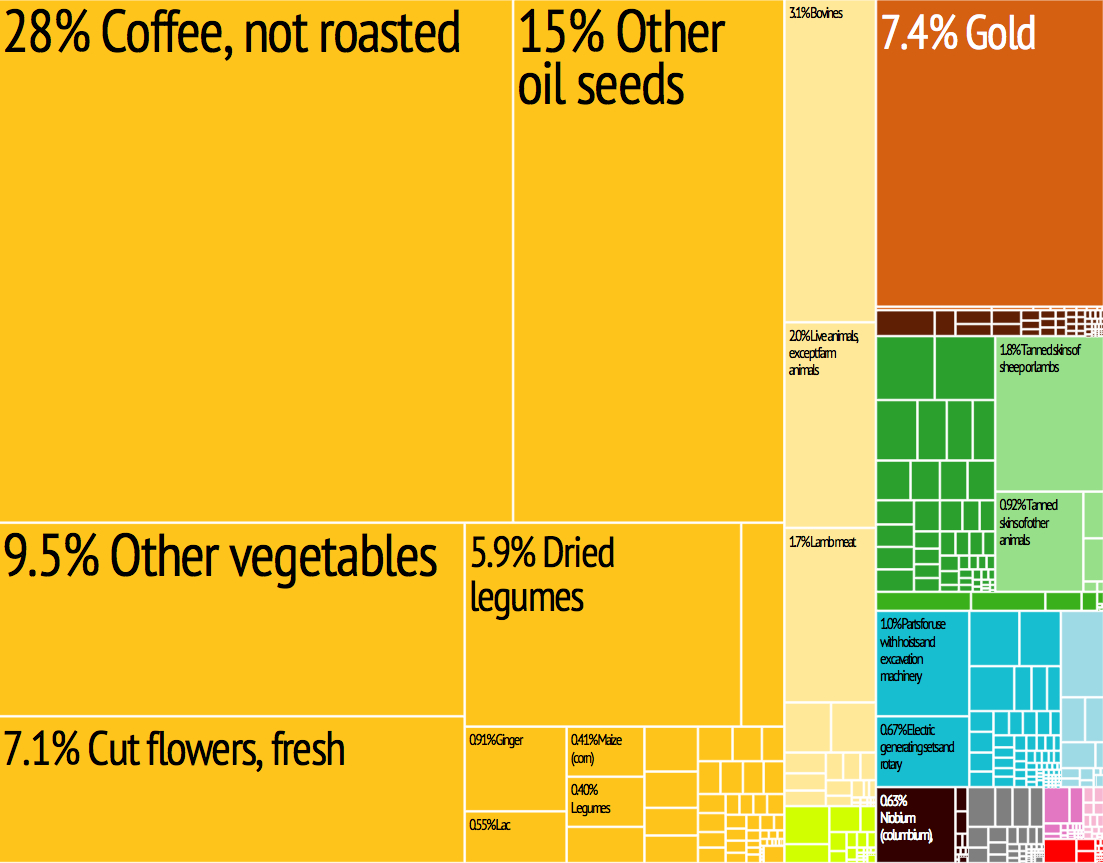

تولید ناخالص داخلی این کشور ۵۵٫۰۷ میلیارد دلار است. اتیوپی ۲۷٫۲۷ میلیون نفر نیروی کار دارد که ۸۰ درصد آن‌ها در بخش کشاورزی مشغول به کارند. ۳۸٫۷ درصد از مردم آن زیر خط فقر زندگی می‌کنند و نرخ تورم در آن ۱۵٫۹ درصد است.
مهم‌ترین کالای صادراتی این کشور قهوه‌است و دیگر فراورده‌های آن عبارتند از: میوه، سبزیجات، دانه‌های روغنی، چرم و پوست و حیوانات زنده. این صادرات به مقاصد زیر است: آلمان (۱۲٫۸ درصد)، چین (۱۰٫۶ درصد)، ژاپن (۷٫۵ درصد)، آمریکا (۶٫۸ درصد)، عربستان سعودی (۵٫۹ درصد)، جیبوتی (۵٫۸ درصد)، ایتالیا (۵ درصد).
کالاهای وارداتی به این کشور عبارتند از: مواد غذایی، حیوانات زنده، نفت و فراورده‌های آن، مواد شیمیایی، ماشین‌آلات، وسایل نقلیه موتوری، غله و منسوجات. این اقلام از کشورهای، عربستان سعودی (۱۸ درصد)، چین (۱۱٫۳ درصد)، هند (۸٫۱ درصد)، ایتالیا (۵٫۱ درصد)، آلمان (۴٫۱ درصد) وارد می‌شود.
زمانی که اریتره در سال ۱۹۹۳ استقلال خود را به‌دست‌آورد، اتیوپی، همسایه این کشور ناگهان دریافت که به هیچ ساحلی دسترسی ندارد. از این رو نیروی دریایی اتیوپی نیز منحل شد. پس از جنگ مرزی شدید بین اتیوپی و اریتره که از ۱۹۹۸ تا ۲۰۰۰ به‌درازا کشید، فرصت زیادی برای اتیوپی پیش نیامده تا بتواند از بندرهای اریتره همانند قبل استفاده کند. از این رو این کشور مجبور شده تا جایگزینی در این مورد پیدا کند. اتیوپی توافقی برای استفاده از بندر جیبوتی امضا کرده‌است. براساس این توافق این کشور در حال حاضر حدود ۹۵ درصد از واردات و صادراتش را از این طریق انجام می‌دهد. اتیوپی همچنین با جمهوری سومالی‌لند توافقی امضا کرده که به موجب آن به بندر بربره دسترسی داشته باشد. براساس این توافق، این کشور قصد دارد تا از مرزش به این بندر جاده‌ای احداث کند.

## مردم

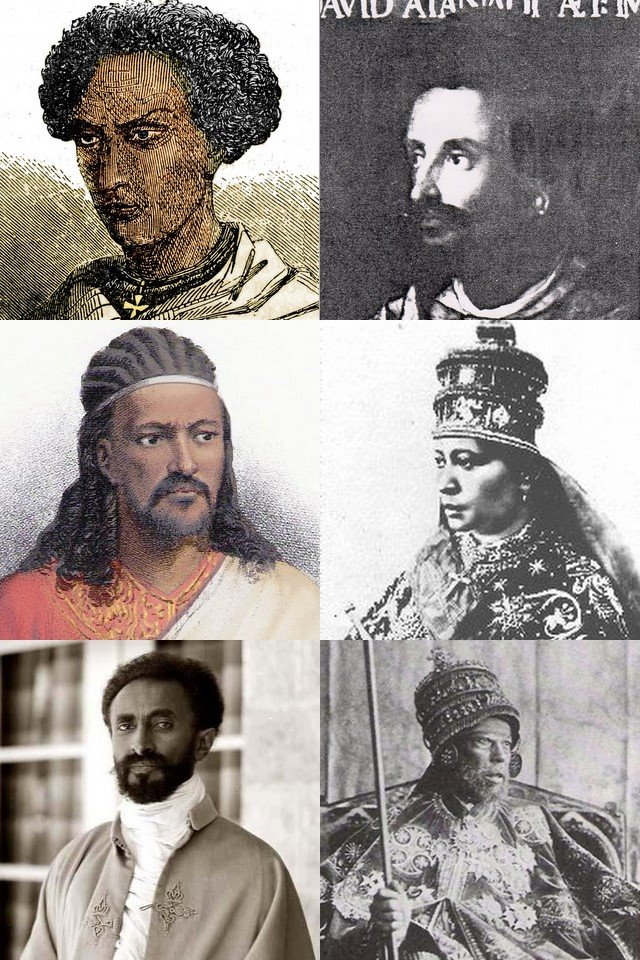
مردم امهری

مردم اتیوپی عمدتاً از نژاد دورگه سامی و سیاه هستند و به زبان‌های متعددی مانند زبان‌های امهاری، سودو، اینور، چها، تیگره، سیلته و هراری تکلم می‌کنند. عربی نیز در این کشور رایج است. بیش از شصت درصد از مردم اتیوپی مسیحی می‌باشند.
اتیوپی چهل و هشت زبان بومی دارد و رایج‌ترین زبان خارجی در میان تحصیل‌کردگان این کشور زبان انگلیسی است. انگلیسی در دبیرستان‌ها تدریس می‌شود و امهاری پیش از این زبان اصلی تدریس در دبستان‌ها بود اما از سال‌ها پیش زبان‌های محلی همچون اورومیا و تیگرینیا این نقش را بر عهده گرفته‌اند. اتیوپی، خط ویژه خود را دارد که گعز نامیده می‌شود.
| جمعیت در اتیوپی | جمعیت در اتیوپی | جمعیت در اتیوپی | جمعیت در اتیوپی |
| سال             | میلیون          | تفاوت           |                 |
| --------------- | --------------- | --------------- | --------------- |
| ۱۹۵۰            | ۱۸٫۴            | –               |                 |
| ۱۹۶۰            | ۲۲٫۵            | ۴٫۱             |                 |
| ۱۹۷۰            | ۲۹٫۰            | ۶٫۵             |                 |
| ۱۹۸۰            | ۳۵٫۴            | ۶٫۴             |                 |
| ۱۹۹۰            | ۴۸٫۳            | ۱۲٫۹            |                 |
| ۲۰۰۰            | ۶۵٫۶            | ۱۷٫۳            |                 |
| ۲۰۱۰            | ۸۲٫۹            | ۱۷٫۳            |                 |
| ۲۰۱۳            | ۹۳٫۸            | >۱۰٫۹           |                 |

جمعیت اتیوپی بسیار متنوع است. زبان اکثر مردم از خانواده سامی یا کوشی است. نژادهای اورومو، امهارا و تیگرایی بیش از سه چهارم ترکیب جمعیت را تشکیل می‌دهند ولیکن بیش از ۸۰ گروه قومی مختلف در اتیوپی زندگی می‌کنند. جمعیت برخی از این گروه‌ها از ۱۰۰۰۰ نفر تجاوز نمی‌کند.
اتیوپیایی‌هائی که به زبان سامی صحبت می‌کنند از یک سو و اهالی اریتره از سوی دیگر مجتمعا از خود به عنوان «حبشه» یا «آبیشاً» یاد می‌کنند. اگرچه گروه‌های دیگر این اسامی را به این دلیل که اشاره به اقوام خاص دارند، رد می‌نمایند. فرم عربی این واژه (الحبشه) ریشه کلمه «حبشه» است که اشاره به نام اتیوپی در زبان انگلیسی و دیگر زبان‌های اروپائی دارد.
بر اساس سرشماری ملی مردم اتیوپی در سال ۱۹۹۴، قوم اورومو بزرگ‌ترین قوم اتیوپی است که ۳۲٫۱٪ جمعیت را بخود اختصاص داده‌است. امهارا ۳۰٫۲٪ و تیگرایی ۶٫۲٪ از جمعیت کل می‌باشند. اقوام نژادی دیگر عبارتند از: سومالیایی ۶٫۰٪، گوریج ۴٫۳٪، سیداما ۳٫۴٪، وولایتا ۲٪، عفار ۲٪، هادیا ۲٪، گامو ۱٪.

### زبان‌ها
در بسیاری از مناطق اتیوپی زبان‌های محلی مانند اورومو و تیگرینیا زبان مردم است. مردم امهارا نیز به زبان امهری صحبت می‌کنند. انگلیسی به عنوان زبان خارجی دوم صحبت شده و در تمام مدارس راهنمائی تدریس می‌گردد.

### مذهب
| مذهب در اتیوپی      | مذهب در اتیوپی      | مذهب در اتیوپی | مذهب در اتیوپی | مذهب در اتیوپی |
| ------------------- | ------------------- | -------------- | -------------- | -------------- |
| مذهب                | مذهب                |                | درصد           | درصد           |
| مسیحیت              | مسیحیت              |                | ۶۴٪            | ۶۴٪            |
| اسلام               | اسلام               |                | ۳۰٪            | ۳۰٪            |
| مذهب‌های سنتی آفریقا | مذهب‌های سنتی آفریقا |                | ۵٪             | ۵٪             |
| سایر                | سایر                |                | ۱٪             | ۱٪             |

بر اساس جدیدترین سرشماری ملی سال ۱۹۹۴، مسیحیان ۶۴٪، مسلمانان ۳۰٪، پیروان مناسک سنتی ۵٪ و سایر مذاهب ۱٪ جمعیت کشور را تشکیل می‌دهند. مسیحیت ارتودکس حضوری غالب در نواحی مرکزی و شمالی اتیوپی دارد. این در حالیست که هم ارتودکس و هم پروتستان در مناطق جنوب و غرب اتیوپی حاکمیت دارند.
برخی اوقات تصور می‌شود که ورود مسیحیت در آفریقا از طریق قاره اروپا و توسط مبلغان مذهبی بوده‌است، ولی این مورد در خصوص اتیوپی صادق نیست. پادشاهی آکسام یکی از اولین ملت هائی بود که به‌طور رسمی مسیحیت را پذیرفت. این در زمانی بود که فرومنتیوس مقدس تایر فرمناتوس یا ابا سلاما ("پدر صلح") در اتیوپی را فرا خوانده و در قرن چهارم سی ائی به پادشاه ازانا منتقل نمود. با اشاره به توصیف مقامات رسمی به زدن کوس توسط فیلیپ ایوانگلیست در فصل نه قوانین فرستاده خدا، بسیاری معتقدند که ورود انجیل به اتیوپی به حتی زمان‌های قبل تر نیز برمی گردد. امروزه، کلیسای ارتودکس تواحیدو اتیوپی که بخشی از ارتودکس شرق است، تا به حال غالب مطلق بوده‌است ولی شماری از کلیساهای پروتستان (پنتای) و کلیسای ارتودکس تحادسو اتیوپی نیز اخیراً جایگاه خاص خود را پیدا نموده‌اند. از قرن هجدهم به‌طور نسبی تعداد کمی یونایت کلیسای کاتولیک اتیوپی در تماس مستقیم با رم به وجود آمده‌اند که هواداران آن کمتر از ۱٪ کل جمعیت را تشکیل می‌دهند.

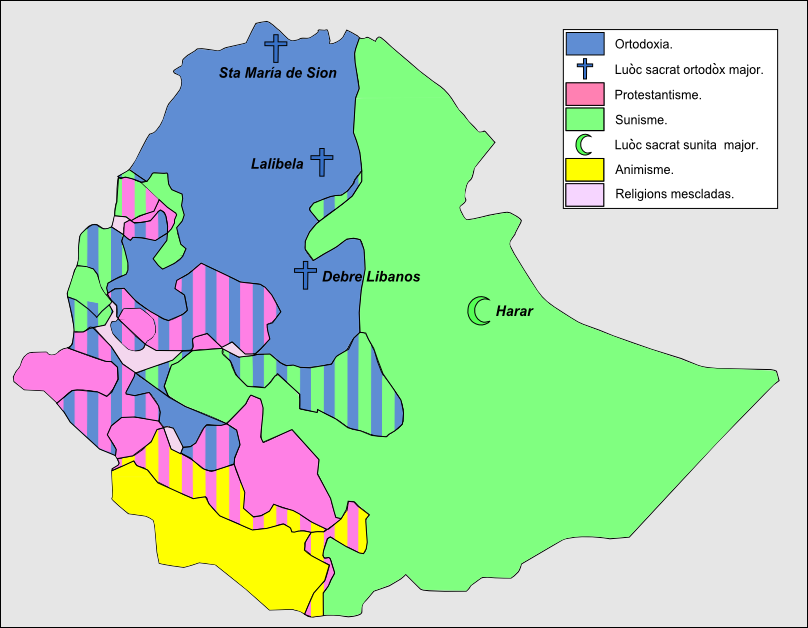
نقشه پراکندگی ادیان در ایتوپی

نام اتیوپی (که بزبان عبری «کوش» است) بارها در انجیل ذکر شده‌است (سی و هفت بار در نسخه شاه جیمز) و به طرق مختلف محلی مقدس شناخته شده‌است. همچنین نام اتیوپی بارها در قرآن و حدیث آورده شده‌است. درحالی‌که اکثر مردم اتیوپی معتقدند که این مراجع به تمدن باستانی آن‌ها بوده‌است، به این نکته اشاره می‌کنند که رودخانه گیهون، یک نام رود نیل، بر سرزمین جاری است، اکثر تحصیل کردگان معاصر اعتقاد دارند که استفاده از این واژه پادشاهی کوش به خصوص یا آفریقای خارج از مصر در کل، کاربرد دارد. بعضی نیز اعتقاد دارند که واژه انجیلی کوش سرزمینی وسیعی است که مناطق شمالی اتیوپی، اریتره و بخشی از سودان امروزی را در بر می‌گیرد.
اسلام در اتیوپی بزمان پیدایش این مذهب برمی گردد؛ در سال ۶۱۵، در زمانی‌که یک گروه از مسلمانان به فرمان محمد پیامبر اسلام جمع گشته و به منظور فرار از اذیت و آزار حاکمان مکه سفر به اتیوپی که از نظر محمد دارای پادشاهی پرهیزگار بود، را آغاز نمودند. علاوه بر آن، در تاریخ اسلام این‌گونه ذکر شده که یکی از یاران اولیه محمد بنام بلال حبشی از اهالی اتیوپی بوده‌است.

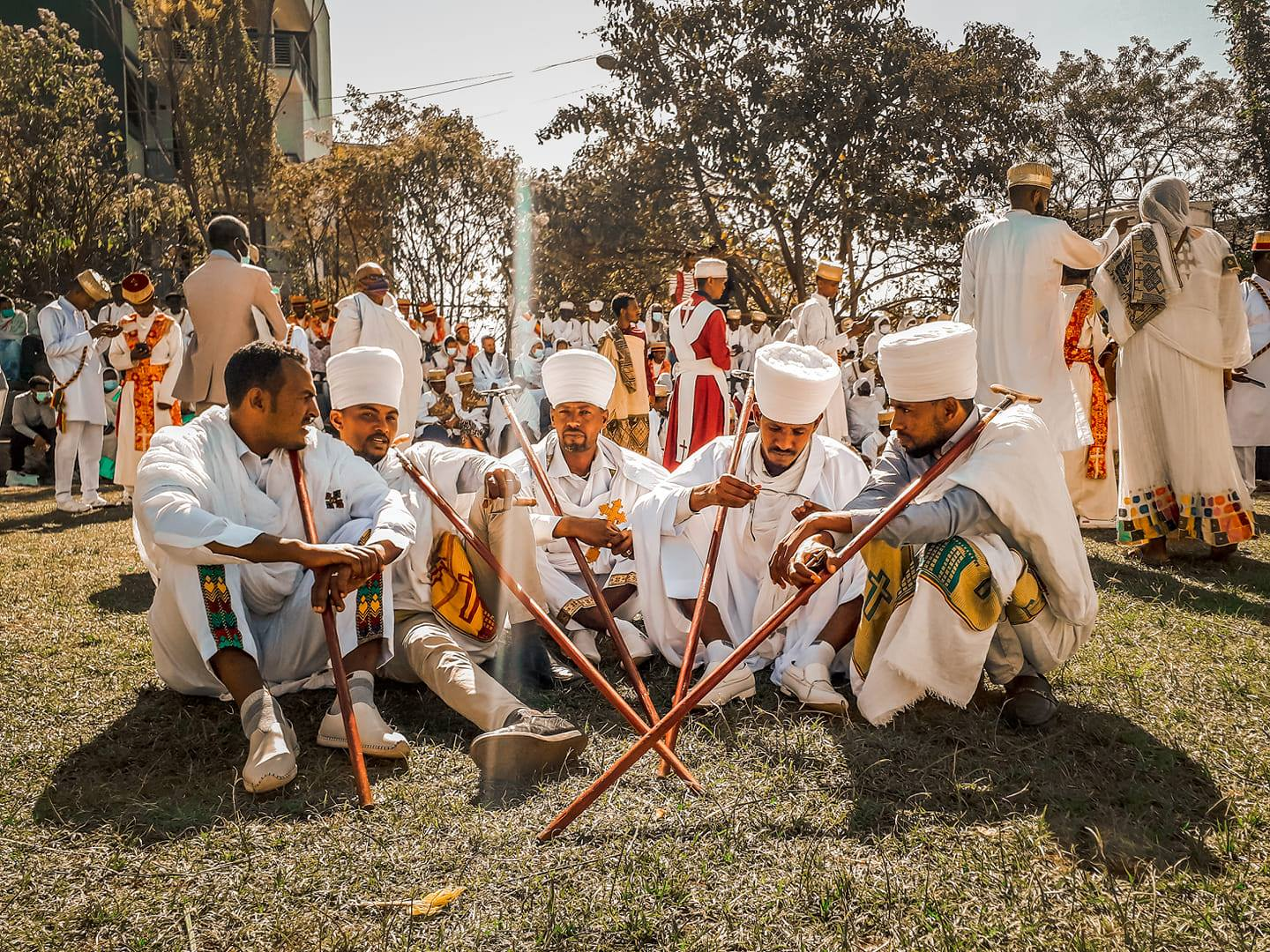
جشن مسیحی تیمکت

تعداد زیادی از مذاهب آفریقائی در اتیوپی وجود دارند که اکثراً در مناطق مرزی دور دست نواحی جنوب غرب و غرب این کشور قرار دارند. به صورت کلی اکثر (پیروان کثیر غیر یمانی کلیسای ارتودکس تواحیدو اتیوپی) مسیحیان عموماً در مناطق کوهستانی زندگی می‌کنند. این در حالیست که مسلمانان و پیروان ادیان باستانی آفریقا تمایل به زندگی در فلات‌های پست شرق و جنوب کشور دارند. یک گروه باستانی از یهودیان، اسرائیل بتا، در شمال غرب اتیوپی ساکن هستند، اگرچه تعداد زیادی در دهه‌های آخر قرن بیستم و به عنوان بخش هائی از هیئت نجات تحت نظر دولت اسرائیل به عنوان‌های عملیات موسی و عملیات سلیمان به کشور اسرائیل مهاجرت نمودند.
کشور اتیوپی همچنین سرزمین معنوی آبا و اجدادی فرقه راستافاری است که پیروان آن اعتقاد دارند که اتیوپی صهیون است. بر طبق نظر راستافاری امپراتور هایله سلاسی اول مسیح و حلول ذات الهی در انسان است. عقیده‌ای که حتی خود هایله سلاسی اول که یک مسیحی ارتودکس اتیوپی بود، نیز قبول نداشت. مفهوم صهیون در عین حالیکه بیانگر اعتقادی مجزا و پیچیده‌ای است که به‌طور مجازی به مریم اشاره دارد، همچنین در میان مسیحیان ارتودکس اتیوپی رواج پیدا نموده‌است. در نظر مردم اتیوپی این اعتقاد همچنین به عنوان سنگر مسیحیت است که توسط مسلمانان و پیروان دیگر ادیان محاصره گردیده و در انجیل با نام کوه صهیون از آن یاد شده‌است. همچنین از این مفهوم برای اشاره به آکسام، پایتخت باستانی و مذهبی مسیحیت ارتودکس اتیوپی یا برای اشاره به کلیسای اولیه آن با نام کلیسای بانو مریم صهیون ما استفاده می‌گردد.

## فرهنگ

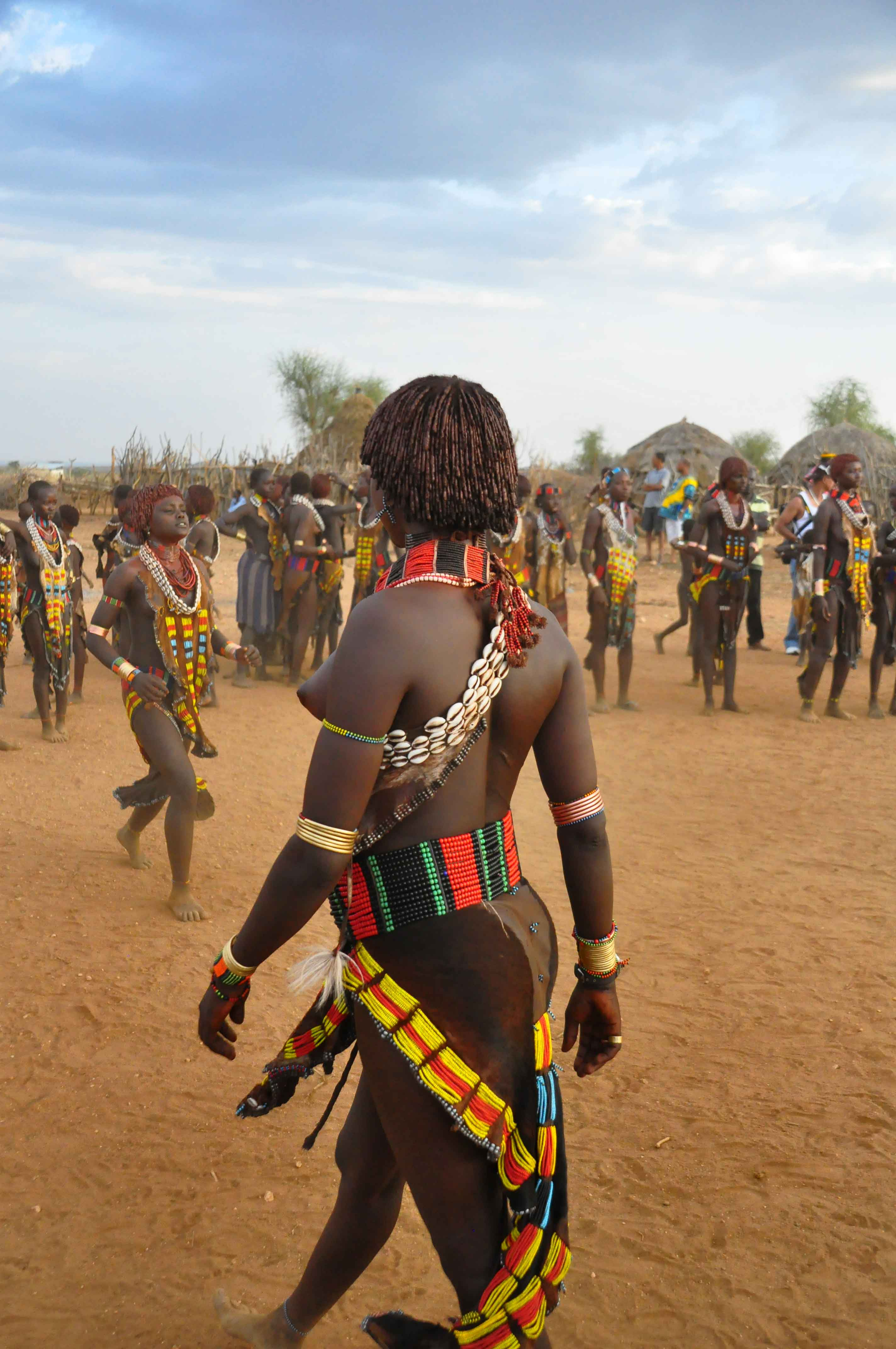
قبایل بومی اتیوپی

روش آشپزی اتیوپی شامل انواع غذاهای فرعی و اصلی سبزیجات یا گوشت است که معمولاً در قالب خورش غلیظ یا «وات» طبخ و قبل از اینجریا یک نوع نان تخت تهیه شده با خمیر ترش سرو می‌شود. افراد برای خوردن از لوازم آشپزخانه‌ای استفاده نکرده و به جای آن از اینجرا جهت جمع کردن غذاهای اصلی و فرعی استفاده می‌کنند. در روش‌های باستانی آشپزی اتیوپی هیچ نوع گوشت خوک یا حلزون وجود ندارد، زیرا هم در نظر مسلمانان و مسیحیان ارتودکس اتیوپی خوردن این مواد غذائی حرام است.
موسیقی اتیوپی از تنوع بسیار زیادی برخوردار است و هر یک از ۸۰ گروه قومی کشور با یکسری از اصوات سروکار دارد. موسیقی اتیوپی از یک سیستم کیفیتی بی‌همتا بهره می‌جوید که پنج صدائی بوده و به‌طور ذاتی در میان برخی از نت‌ها یک ایست طولانی وجود دارد. تأثیرات اجزای موسیقی مسیحیت باستان و اسلام و موسیقی محلی از هر نقطه مناطق شاخ آفریقا علی‌الخصوص سودان و سومالی بر موسیقی اتیوپی مشهود است. موسیقی دانان معروف این کشور عبارتند از آستار اویک، محمود احمد، تیلاهان گیسس، اسناکیتچ ورکو، جی جی و مولاتو استاتکی.

### ورزش

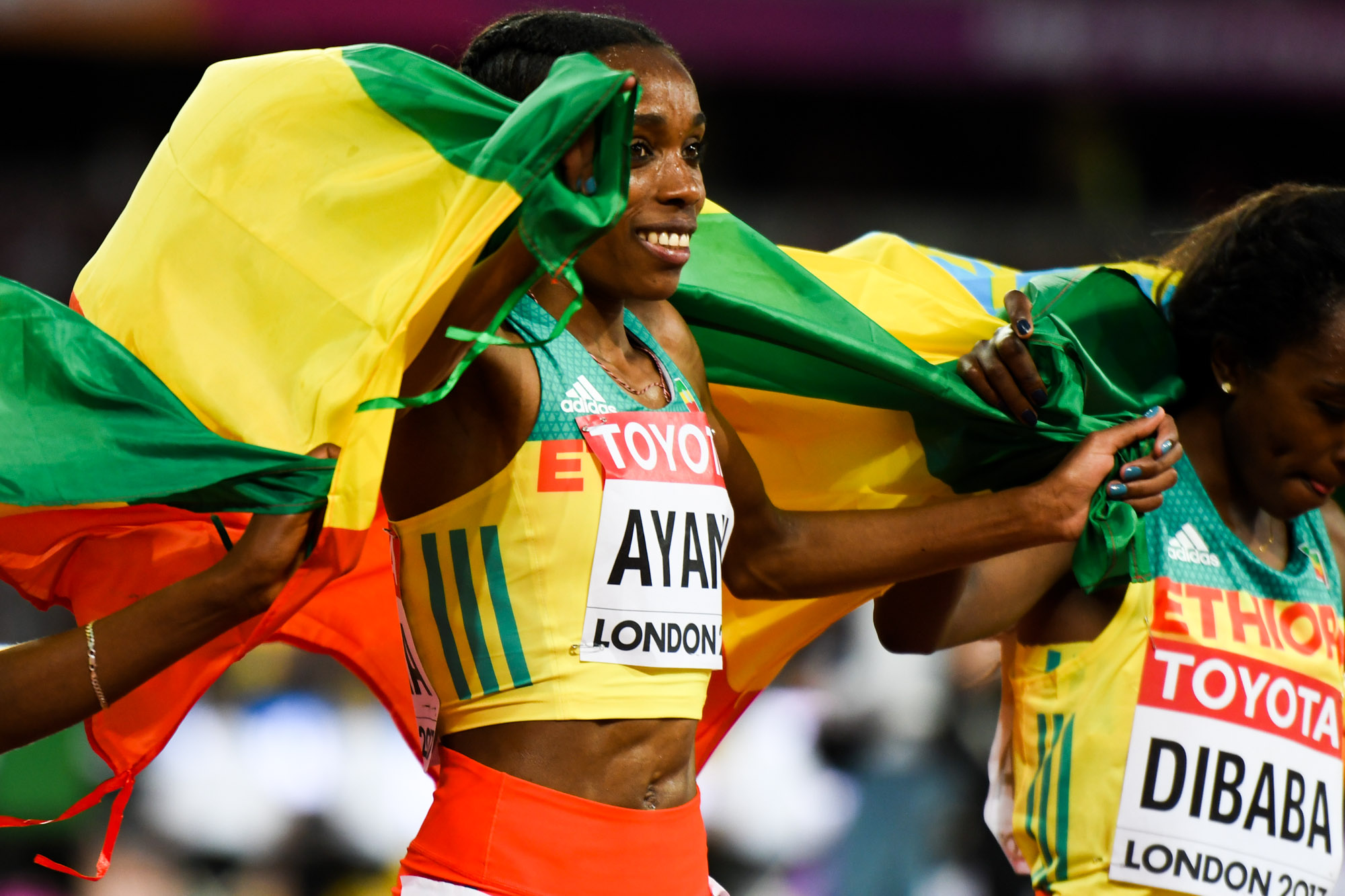
آلماز آیانا، برنده مدال طلا دو ۱۰۰۰۰ متر در بازی‌های المپیک تابستانی ۲۰۱۶

برخی از ورزشکاران عالی‌رتبه جهان به خصوص در رشته‌های دو نیمه‌استقامت و دو استقامت از کشور اتیوپی هستند. کنیا و مراکش به‌طور معمول رقبای اتیوپی در مسابقات قهرمانی جهانی و المپیک در مسابقات دو دو نیمه‌استقامت و دو استقامت محسوب می‌گردند. از ماه مارس سال ۲۰۰۶ دو اتیوپیایی فاتح دو مسافت طولانی هستند، به‌طور مشخص هایله گبرسلاسی (قهرمان رقابت‌های جهانی و المپیک) است که بیش از بیست رکورد جهانی را ثبت نموده و کننیسا بکله (قهرمان مسابقات جهانی، قهرمانی سطح کشور و قهرمان المپیک) که صاحب رکورد جهانی ۵۰۰۰ متر و ۱۰۰۰۰ متر است.
درارتو تولو، آببه بیکیلا و میروتس ییفتر از دیگر دوندگان شاخص اتیوپی به حساب می‌آیند. درارتو تولو اولین دونده زن اتیوپی از قاره آفریقا بود که با برنده شدن در رشته دو ۱۰۰۰۰ متر در بارسلونا، موفق به کسب اولین مدال طلای المپیک گردید. آببه بیکیلا فاتح ماراتن‌های سال‌های ۱۹۶۰ و ۱۹۶۴ بود که در هر دو مسابقه موفق به بهبود دادن رکود گردید. او تا به امروز نیز بخاطر بردن ماراتن ۱۹۶۰ با پاهای برهنه مشهور است. میروتس یفتر اولین ورزشکار اتیوپیایی شناخته شده‌است که به لحاظ سرعت بسیار بالا و برد مدال طلای دوهای ۵۰۰۰ متر و ۱۰۰۰۰ متر المپیک مسکو معروف شده‌است. او آخرین فردی است که این کار برجسته را به انجام رسانیده‌است.

## نگارخانه

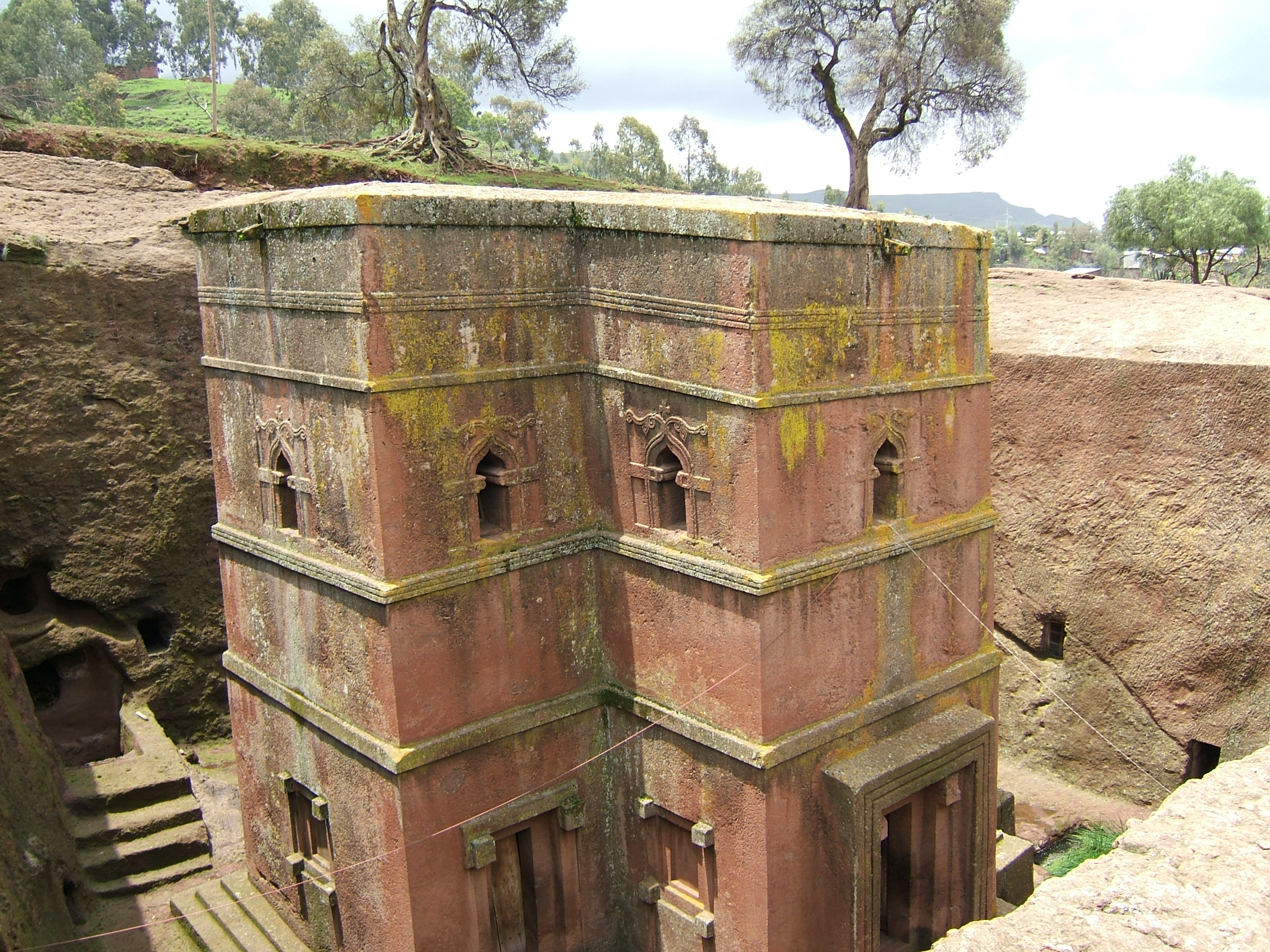
کلیسای بت گیورگیس
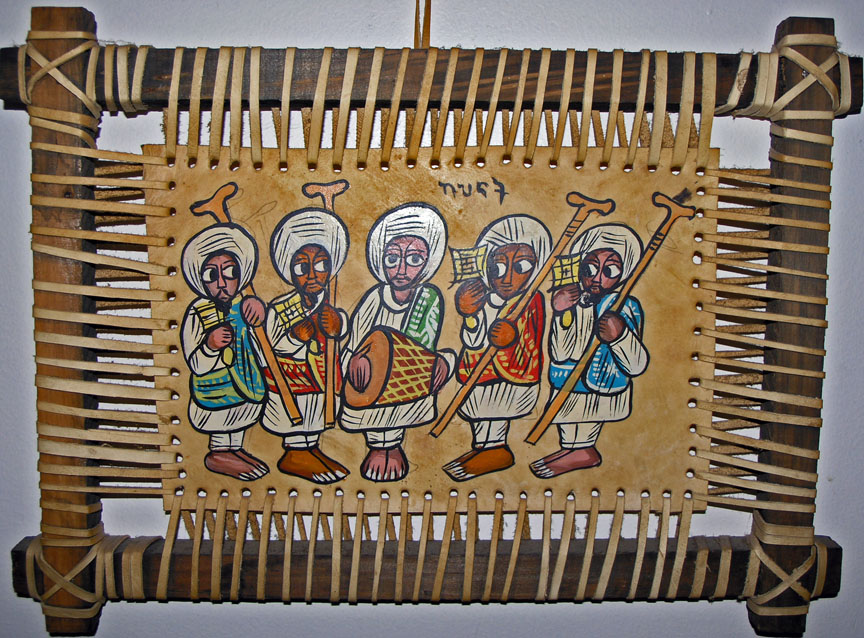
نقاشی اتیوپیایی
فرودگاه جدید آدیس آبابا
غذای سنتی اتیوپی